# Diablo en el cristianismo

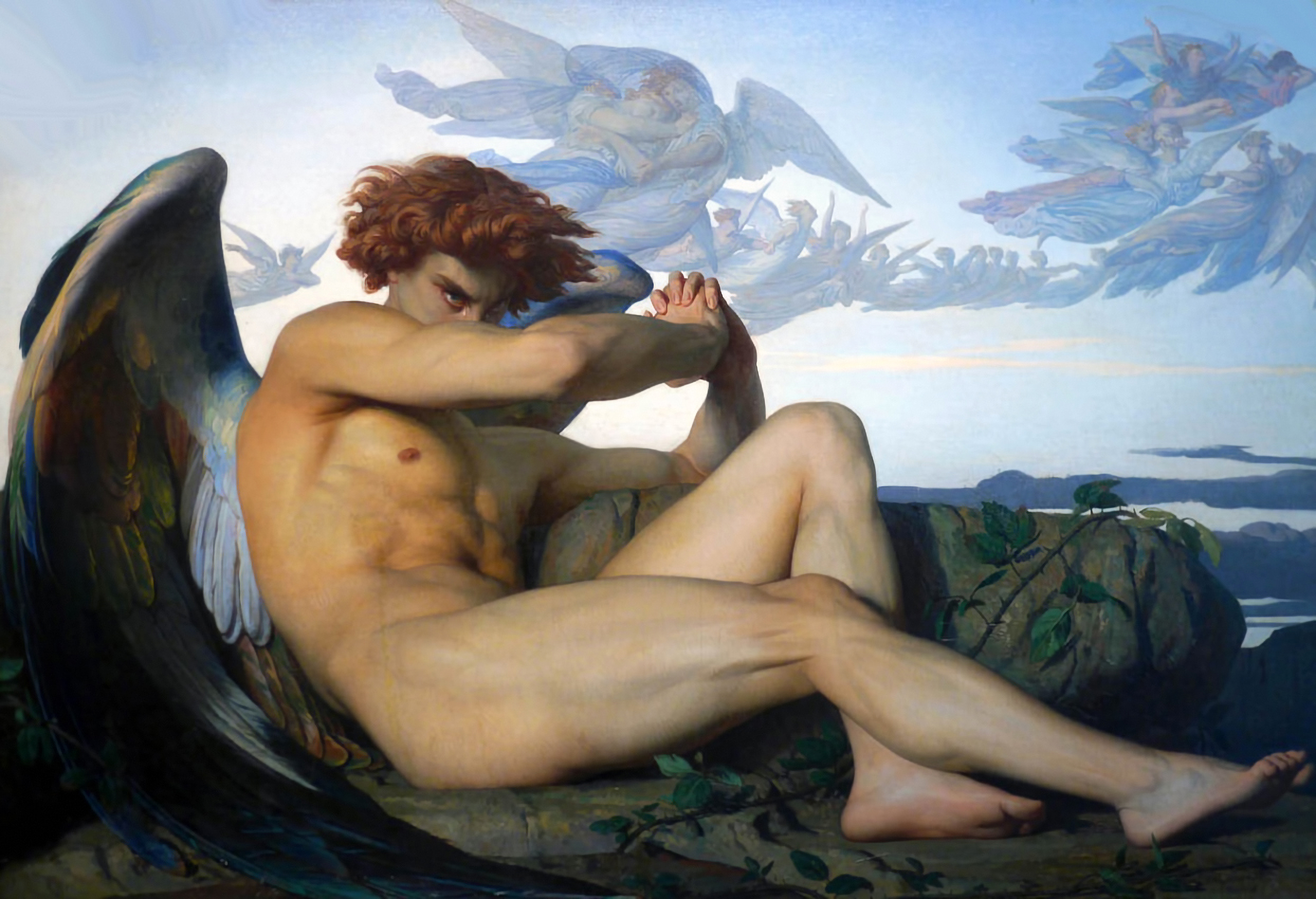
El ángel caído (1847) de Alexandre Cabanel

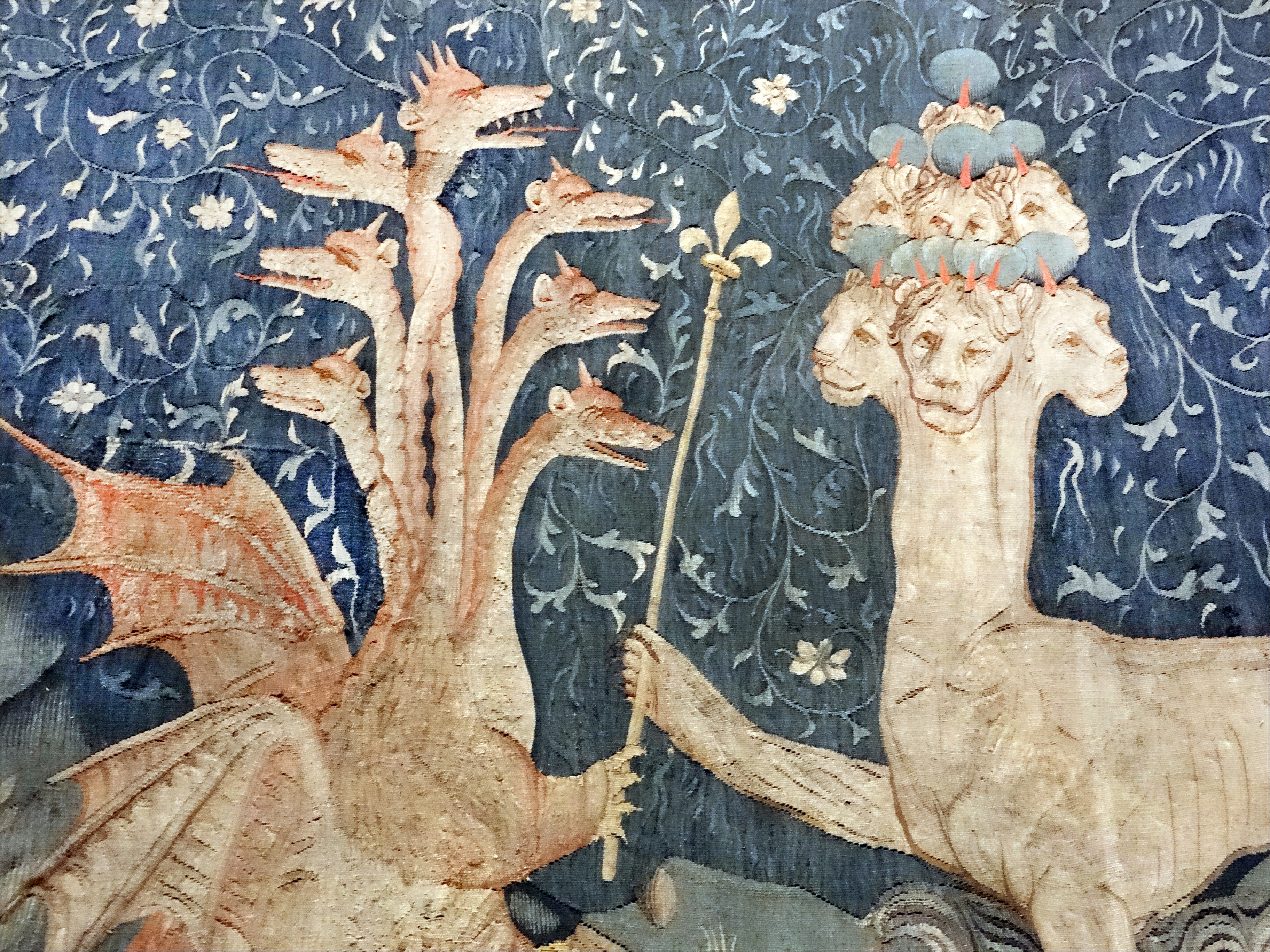
El Diablo (el dragón; a la izquierda) da a la bestia del mar (a la derecha) el poder representado por un cetro en un detalle del panel III.40 del Tapiz del Apocalipsis francés medieval, realizado entre 1377 y 1382.

En el cristianismo, el Diablo es la personificación del mal que se rebeló contra Dios en un intento de igualarse al propio Dios. Se le representa como un ángel caído, que fue expulsado del Cielo al principio de los tiempos, antes de que Dios creara el mundo material, y está en constante oposición a Dios. El diablo se identifica con varias figuras de la Biblia, incluyendo la serpiente del Jardín del Edén, Lucifer, Satanás, el tentador de los Evangelios, Leviatán, y el dragón en el Libro del Apocalipsis.
Los primeros eruditos discutieron el papel del diablo. Los eruditos influidos por el neoplatonismo, como Orígenes y Pseudo Dionisio Areopagita, describían al diablo como la representación de la deficiencia y el vacío, la entidad más alejada de lo divino. Según Agustín de Hipona, el reino del diablo no es la nada, sino un reino inferior que se opone a Dios. La representación medieval estándar del diablo se remonta a Gregorio Magno. Él integró al diablo, como la primera creación de Dios, en la jerarquía angélica cristiana como el más alto de los ángeles (ya sea un querubín o un serafín) que cayó lejos, en las profundidades del infierno, y se convirtió en el líder de los demonios.
Desde principios del período de la Reforma, el diablo ha sido imaginado como una entidad cada vez más poderosa, no sólo con una falta de bondad, sino también con una voluntad consciente contra Dios, su palabra y su creación. Simultáneamente, algunos reformistas han interpretado al diablo como una mera metáfora de la inclinación de los humanos al pecado, restándole así importancia. Aunque el diablo no ha desempeñado un papel significativo para la mayoría de los estudiosos de la Edad Moderna, ha vuelto a cobrar importancia en el cristianismo contemporáneo.
En diversos momentos de la historia, ciertas sectas gnósticas como el catarismo y el bogomilismo, así como teólogos como Marción y Valentín, han creído que el diablo estuvo implicado en la creación. Hoy en día estos puntos de vista no forman parte de la corriente principal del cristianismo.

## Antiguo Testamento

### Satanás en el Antiguo Testamento

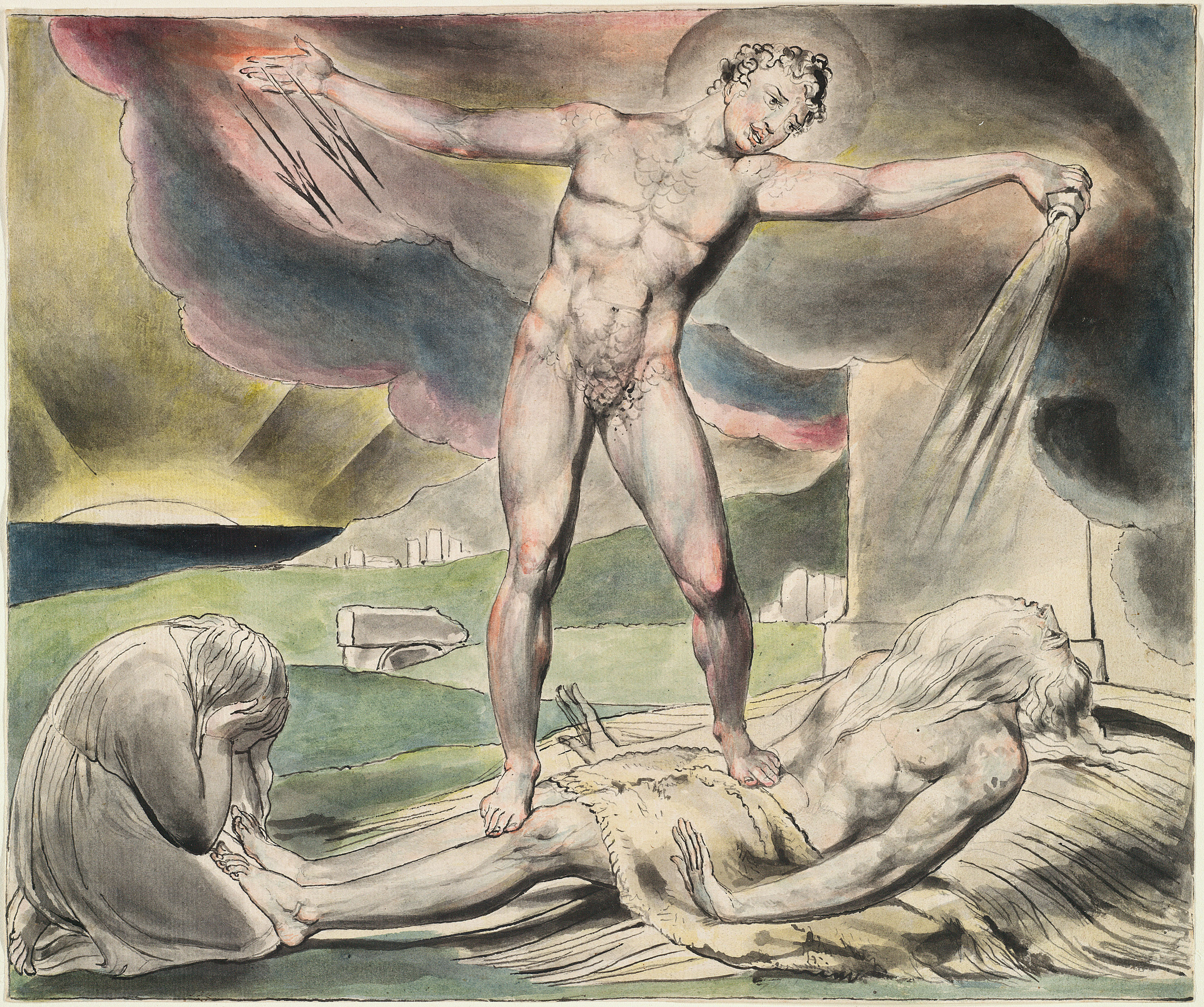
El Examen de Job (c. 1821) por William Blake

El término  hebreo śāṭān (en hebreo: שָּׂטָן‎) era originalmente un sustantivo común que significaba "acusador" o "adversario" aplicable tanto a adversarios humanos como celestiales. El término deriva de un verbo que significa principalmente "obstruir, oponerse". . A lo largo de la Biblia hebrea, se refiere más frecuentemente a adversarios humanos ordinarios. Sin embargo, 1 Samuel 29:4; 2 Samuel 19:22; 1 Reyes 5:4; 1 Reyes 11:14, 23, 25; Salmos 109:6 y Números 22:22, 32 utilizan el mismo término para referirse al ángel del Señor. Este concepto de un ser celestial como adversario de los humanos evolucionó hasta convertirse en el mal personificado de "un ser con agencia" llamado el Satán 18 veces en Job 1-2 y Zacarías 3..
Tanto el hebreo como el griego tienen artículos definidos que se usan para diferenciar entre sustantivos comunes y propios, pero se usan de forma opuesta: en hebreo, el artículo designa un sustantivo común, mientras que en griego, el artículo señala el nombre de un individuo (un sustantivo propio). Por ejemplo, en el libro hebreo de Job, se hace referencia a uno de los ángeles como satán, "un adversario", pero en la Septuaginta griega, que fue utilizada por los primeros cristianos, siempre que "el Satán" (en  hebreo Ha-Satan) aparece con un artículo definido, se refiere específicamente al individuo conocido como el acusador celestial cuyo nombre personal es Satán.
Henry A. Kelly dice que "casi todos los traductores e intérpretes modernos" de 1 Crónicas 21:1 (en el que satán aparece sin el artículo definido) están de acuerdo en que el versículo contiene "el nombre propio de un ser específico designado para el cargo de adversario". Thomas Farrar escribe que "En los tres casos, satán fue traducido en la Septuaginta como diabolos, y en el caso de Job y Zacarías, con ho diabolos (el acusador; el calumniador). En estos tres pasajes hay acuerdo general entre los estudiosos del Antiguo Testamento en que el referente de la palabra satán es un ser angélico"..
En la literatura rabínica primitiva, nunca se hace referencia a Satán como "el Maligno, el Enemigo, Belial, Mastema o Beelzebul". Ninguna fuente talmúdica describe a Satán como un rebelde contra Dios o como un ángel caído ni predice su fin. Los antiguos textos judíos describen a Satanás como un agente de Dios, un espía, un soplón, un fiscal de la humanidad e incluso un verdugo. Desciende a la Tierra para poner a prueba la virtud de los hombres y llevarlos por mal camino, y luego sube al Cielo para acusarlos.

En el Libro de Job, Job es un hombre justo favorecido por Dios. Job 1:6-8 describe a los "hijos de Dios" (en  hebreo bənê hā'ĕlōhîm) presentándose ante Dios:
"Hijos de Dios" es una descripción de los 'ángeles' como seres celestiales sobrenaturales, "ministros de Yahvé, capaces bajo Su dirección de intervenir en los asuntos de los hombres, gozando de una unión más estrecha con Yahvé que la que tienen los hombres". Aparecen tanto en los primeros libros del Antiguo Testamento como en los últimos... Aparecen en la literatura profética y sapiencial, así como en los libros históricos; aparecen en la historia primitiva y en la historia más reciente... suelen aparecer en el Antiguo Testamento en calidad de agentes de Dios ante los hombres; de lo contrario, aparecen como la corte celestial de Yahvé. Son enviados a los hombres para comunicar el mensaje de Dios, para destruir, para salvar, para ayudar, para castigar. ...Los ángeles están en completa sumisión a la voluntad de Dios... Siempre que aparecen entre los hombres, es para ejecutar la voluntad de Yahvé." 
.
Dios le pregunta a uno de ellos dónde ha estado. Satanás responde que ha estado vagando por la tierra. Dios pregunta: "¿Has pensado en mi siervo Job? Satanás piensa que Job sólo ama a Dios porque ha sido bendecido, así que le pide a Dios que pruebe la sinceridad del amor de Job por Dios a través del sufrimiento, esperando que Job abandone su fe. Dios consiente; Satanás destruye la familia, la salud, los sirvientes y los rebaños de Job, pero éste se niega a condenar a Dios. Al final, Dios devolvió a Job el doble de lo que había perdido. Este es uno de los dos pasajes del Antiguo Testamento, junto con el Zechariah 3, donde el hebreo ha-Satan (el Adversario) se convierte en el griego ho diabolos (el Calumniador) en la Septuaginta griega utilizada por la iglesia cristiana primitiva.
Un satán está implicado en el censo del rey David y las enseñanzas cristianas sobre este satán varían, al igual que el relato pre-exílico de 2 Samuel y el relato posterior de 1 Crónicas presentan perspectivas diferentes:

Y otra vez se encendió la ira de LORD contra Israel, y movió a David contra ellos, diciendo: 'Ve, cuenta a Israel y a Judá.'
2 Samuel 24:1

Sin embargo, Satanás se levantó contra Israel e hizo que David censara a Israel.
1 Crónicas 21:1

Según algunas enseñanzas, este término se refiere a un ser humano, que lleva el título de satanás, mientras que otros sostienen que en realidad se refiere a un agente sobrenatural celestial, un ángel. Puesto que el satán es enviado por la voluntad de Dios, su función se asemeja menos a la del diablo enemigo de Dios. Incluso si se acepta que este satán se refiere a un agente sobrenatural, no se implica necesariamente que éste sea el Satán. Sin embargo, puesto que el papel de la figura es idéntico al del diablo, es decir, llevar a David al pecado, la mayoría de los comentaristas y traductores están de acuerdo en que el satán de David debe identificarse con Satanás y el Diablo.
La visión de Zacarías del recientemente fallecido  Josué el Sumo Sacerdote describe una disputa en la sala del trono celestial entre Satanás y el Ángel del Señor (Zacarías 3:1-2).  La escena describe al Sumo Sacerdote Josué vestido con harapos sucios, representando a la nación de Judá y sus pecados, en juicio con Dios como juez y Satanás de pie como el  fiscal. Yahvé reprende a Satanás. Yahvé reprende a Satanás y ordena que Josué reciba ropas limpias, representando el perdón de Dios por los pecados de Judá. Goulder (1998) ve la visión como relacionada con la oposición de  Sambalat el Horonita. Una vez más, Satanás actúa de acuerdo con la voluntad de Dios. El texto implica que funciona como acusador de Dios y como su verdugo.

### Identificado con el Diablo
Algunas partes de la Biblia, que originalmente no se refieren a un espíritu maligno o Satanás, han sido interpretadas retroactivamente como referencias al diablo.

#### La serpiente
.

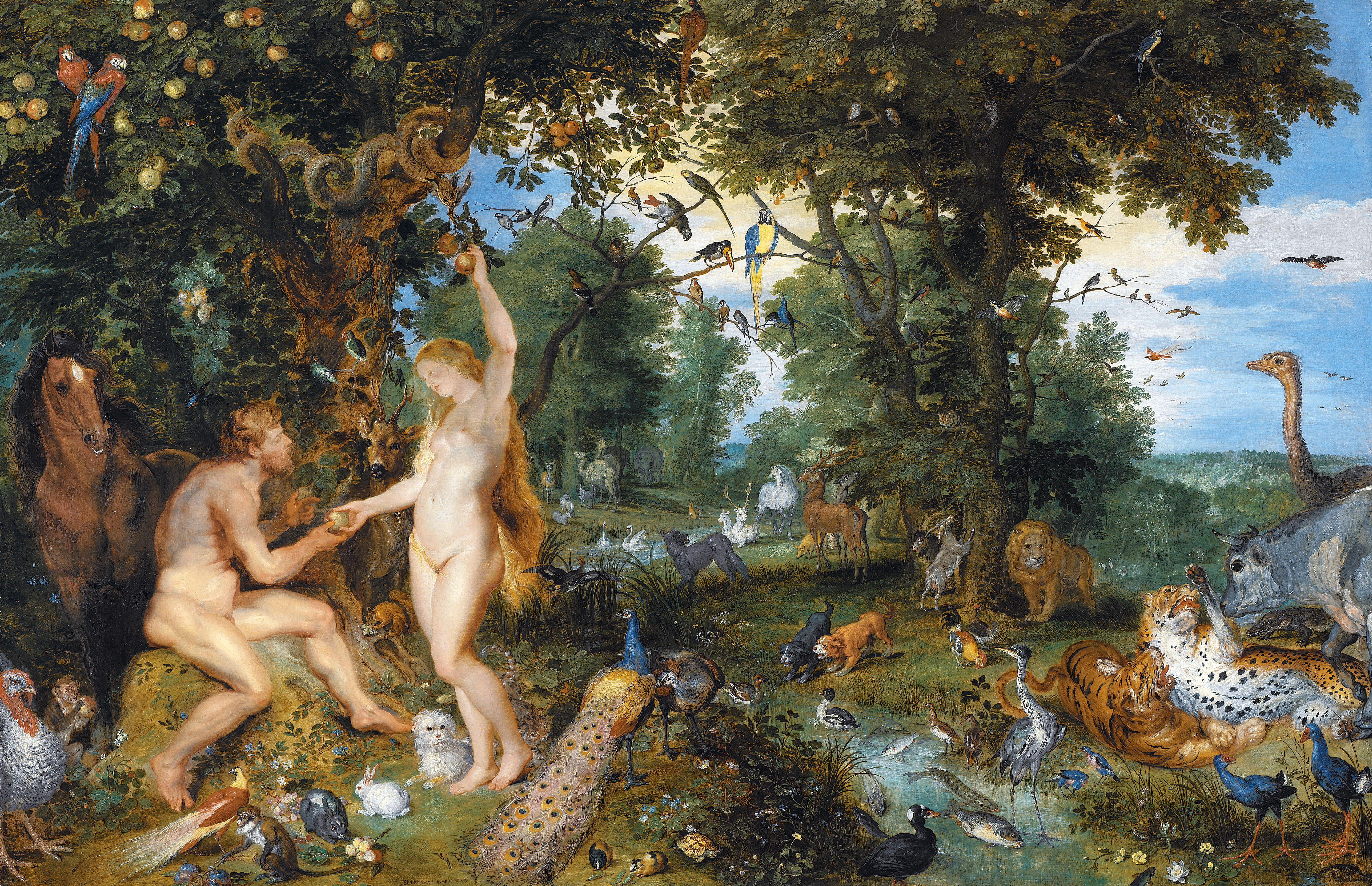
El Jardín del Edén con la caída del hombre, obra de Jan Brueghel el Viejo y Pieter Paul Rubens, hacia 1615, que representa a Eva alcanzando el fruto prohibido junto al Diablo representado como una serpiente

El Génesis 3 menciona a las serpiente en el Jardín del Edén, que tienta a Adán y Eva a comer el fruto prohibido del árbol de la ciencia del bien y del mal, causando así su expulsión del Jardín. Dios reprende a la serpiente, declarando: "Pondré enemistad entre ti y la mujer, y entre tu descendencia y la suya; él te herirá en la cabeza, y tú le herirás en el calcañar" (Génesis 3:14-15). Aunque el Libro del Génesis nunca menciona a Satanás, los cristianos han interpretado tradicionalmente a la serpiente del Jardín del Edén como el diablo debido a Apocalipsis 12:9, que describe al diablo como "aquella serpiente antigua llamada Diablo, o Satanás, la que engaña al mundo entero; fue arrojada a la tierra con todos sus ángeles. " Este capítulo se utiliza no sólo para explicar la caída de la humanidad, sino también para recordar al lector la enemistad entre Satanás y la humanidad. Además, se interpreta como una profecía relativa a la victoria de Jesús sobre el diablo, con referencia al hijo de una mujer, golpeando la cabeza de la serpiente.

#### Lucifer

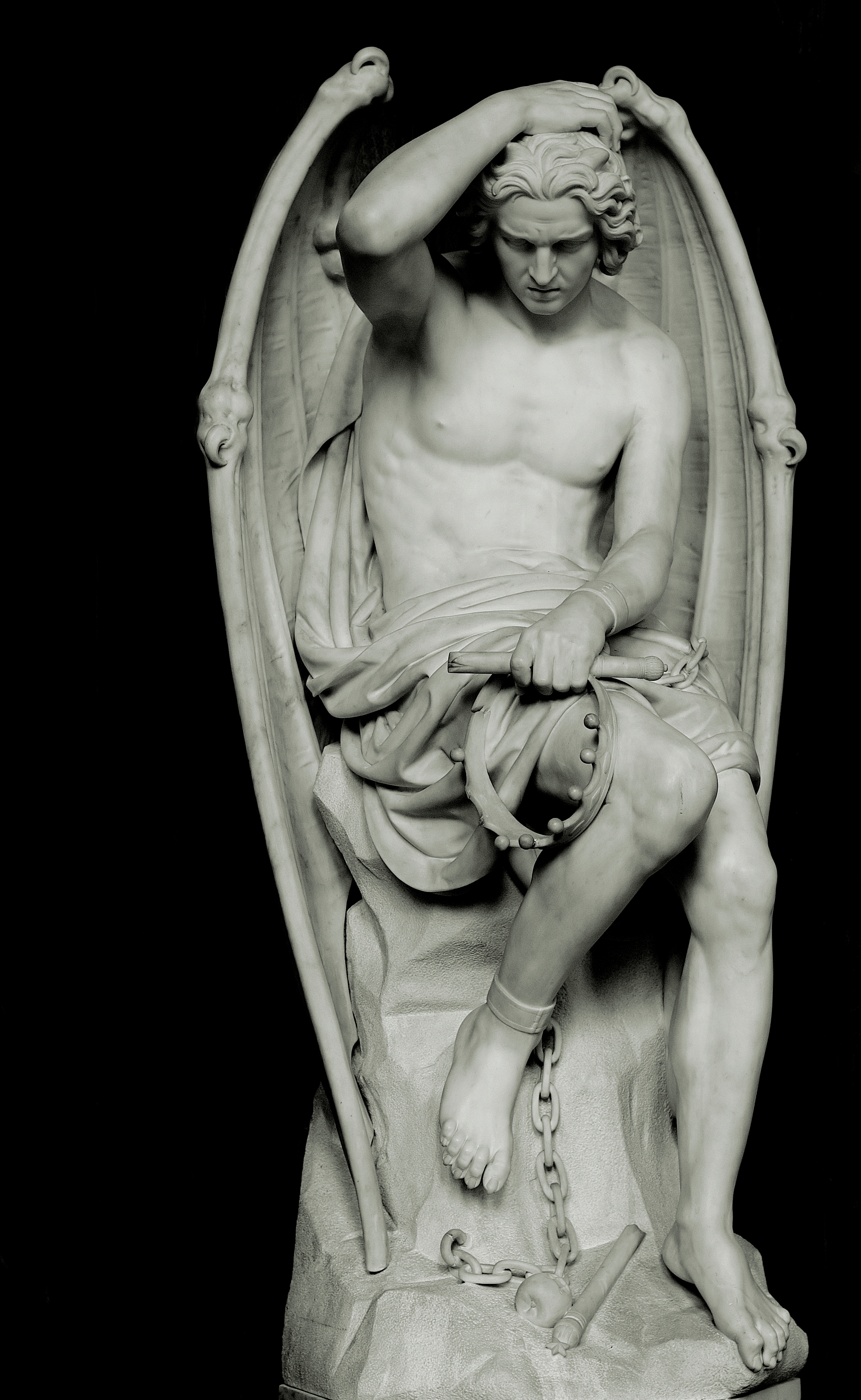
Lucifer (Le génie du mal) by Guillaume Geefs (Cathedral of St. Paul, Liège, Belgium)

La idea de los ángeles caídos era familiar en el pensamiento hebreo precristiano a partir del Libro de Enoc, según el cual los ángeles que fecundaban a mujeres eran expulsados del cielo. El mito babilónico/hebreo de una estrella naciente, como encarnación de un ser celestial que es arrojado hacia abajo por su intento de ascender a los planos superiores de los dioses, también se encuentra en la Biblia, (Isaías 14:12-15) fue aceptado por los primeros cristianos, e interpretado como un ángel caído..
Aquila de Sinope deriva la palabra en hebreo hêlêl, el nombre hebreo de la estrella de la mañana, del verbo  hebreo yalal (lamentar). Esta derivación se adoptó como nombre propio de un ángel que lamenta la pérdida de su antigua belleza. Los padres de la iglesia cristiana -por ejemplo  san Jerónimo, en su Vulgata- lo tradujeron como Lucifer. La equiparación de Lucifer con el ángel caído probablemente se produjo en el judaísmo palestino del siglo I. Los padres de la iglesia trajeron el lightbringer caído Lucifer en conexión con el diablo sobre la base de un dicho de Jesús en el Evangelio de Lucas (10.18 EU): "Vi a Satanás caer del cielo como un rayo."
En su obra De principiis Proemium y en una homilía sobre el Libro XII, el erudito cristiano Orígenes comparó al lucero del alba Eósforo-Lucifer con el diablo. Según Orígenes, Helal-Eosphorus-Lucifer cayó al abismo como espíritu celestial después de que intentara equipararse a Dios. Cipriano c. 400, Jerónimo c. 345-420), Ambrosius c. 340-397, y algunos otros padres de la iglesia suscribieron esencialmente este punto de vista. Ellos vieron este derrocamiento terrenal de un rey pagano de Babilonia como una clara indicación del derrocamiento celestial de Satanás. En cambio, los padres de la Iglesia Jerónimo, Cirilo de Alejandría (412-444) y Eusebio c. 260-340 veían en la profecía de Isaías sólo el final desconcertante de un rey babilónico.

#### Querubín en el Edén
Algunos eruditos utilizan el Querubín caído del Edén del profeta Ezequiel para apoyar la doctrina cristiana del diablo:

Estabas en el Edén, el jardín de Dios; toda piedra preciosa te adornaba: rubí, topacio, esmeralda, crisólito, ónice, jaspe, zafiro, turquesa y berilo. En ti había orfebrería de panderos y de flautas. En el día en que fuiste creado fueron preparados. Tú eras el querubín ungido que cubre: y yo te puse, para que estuvieras en el monte santo de Dios; has andado arriba y abajo en medio de las piedras de fuego. Fuiste perfecto en tus caminos desde el día en que fuiste creado, hasta que se halló en ti maldad.

Esta descripción se utiliza para establecer las principales características del diablo: que fue creado bueno como un ángel de alto rango, que vivió en el Edén, y que se volvió malo por su propia voluntad. Los Padres de la Iglesia argumentaron que, por lo tanto, no se debe culpar a Dios por el mal, sino más bien al abuso del diablo de su libre albedrío.

### Belial
En el Antiguo Testamento, el término  hebreo belial (en hebreo: בְלִיַּעַל‎, romanizado: bĕli-yaal), con el significado más amplio de inutilidad denota a los que obran contra Dios o al menos contra la orden de Dios. En Deuteronomio 13:14 se relaciona con belial a quienes tientan a la gente para que adore a algo distinto de Yahvé. En 1 Samuel 2:12, los hijos de Eli son llamados belial por no reconocer a Yahvé y violar rituales de sacrificio. En Salmo 18:4 y Salmo 41:8, belial aparece en el contexto de la muerte y la enfermedad. En el Antiguo Testamento, tanto Satanás como belial dificultan que los hombres vivan en armonía con la voluntad de Dios. Belial es así otro modelo para la concepción posterior del diablo. Por un lado, tanto Satanás como belial causan penurias a los humanos, pero mientras que belial se opone a Dios, representa el caos y la muerte, y se sitúa fuera del cosmos de Dios, Satanás, en cambio, acusa a lo que se opone a Dios. Satanás castiga lo que belial representa. A diferencia de Satán,belial no es una entidad independiente, sino una abstracción.

## Textos intertestamentarios
Aunque no forman parte de la Biblia canónica, los escritos intertestamentarios conformaron la cosmovisión de los primeros cristianos e influyeron en la interpretación de los textos bíblicos. Hasta el siglo III, los cristianos seguían refiriéndose a estos relatos para explicar el origen del mal en el mundo. Según esto, el mal entró en el mundo por ángeles apóstatas, que codiciaban a las mujeres y enseñaron el pecado a la humanidad. El Libro de Enoc y el Libro de los Jubileos siguen siendo aceptados como canónicos por la Iglesia de Etiopía. Muchos Padres de la Iglesias aceptaron sus puntos de vista sobre los ángeles caídos, aunque excluyeron a Satanás de estos ángeles. Satanás, en cambio, cayó después de tentar a Eva en el Jardín del Edén. Satanás fue utilizado como un nombre propio en los escritos judíos apócrifos como el Libro de los Jubileos 10:11; 23:29; 50:5, el Testamento de Job, y La Asunción de Moisés, que son contemporáneos a la escritura del Nuevo Testamento.

### Libro de Enoc
El Libro de Enoc, cuya datación se estima entre el 300-200 a. C. y el 100 a. C., habla de un grupo de ángeles llamados  Vigilantes. Los Vigilantes se enamoraron de mujeres humanas y descendieron a la tierra para tener relaciones sexuales con ellas, dando lugar a gigantes descendientes. En la Tierra, estos ángeles caídos enseñan además los secretos del cielo como la guerra, la herrería y la hechicería.  No hay un líder diabólico específico, ya que los ángeles caídos actúan de forma independiente después de descender a la tierra, pero eminentes entre estos ángeles son Semyazza y  Azazel. Sólo Azazel es reprendido por el profeta Enoc mismo por instruir artes ilícitas, como se afirma en 1 Enoc 13:1. Según 1 Enoc 10:6, Dios envió al arcángel Rafael para encadenar a Azazel en el desierto Dudael como castigo.
Satanás, en cambio, aparece como jefe de una clase de ángeles. Satanás no se encuentra entre los ángeles caídos, sino que es un atormentador tanto de los hombres pecadores como de los ángeles pecadores. Los ángeles caídos son descritos como "que han seguido el camino de Satanás", lo que implica que Satanás los condujo a sus caminos pecaminosos, pero Satanás y sus ángeles están claramente al servicio de Dios, como Satanás en el Libro de Job. Satanás y sus satanes menores actúan como verdugos de Dios: tientan a pecar, acusan a los pecadores de sus fechorías y, finalmente, ejecutan el juicio divino como ángeles de castigo.

### Libro de los Jubileos
El Libro de los Jubileos también identifica a los Bene Elohim en  hebreo ("hijos de Dios") del  Génesis 6 con la descendencia de ángeles caídos, adhiriéndose al mito del Vigilante conocido por el Libro de Enoc. A lo largo del libro, otro ángel malvado llamado Mastema es prominente. Mastema pide a Dios que perdone a una décima parte de los demonios y los asigne bajo su dominio para poder demostrar que la humanidad es pecadora e indigna. Mastema es la primera figura que une el concepto Satán y Belial. Las acciones moralmente cuestionables atribuidas a Dios en el Antiguo Testamento, como los desastres medioambientales y tentar a Abraham, se atribuyen en cambio a Mastema, estableciendo un carácter satánico alejado de la voluntad de Dios en contraste con el judaísmo primitivo. Aun así, el texto da a entender que Mastema es una criatura de Dios, aunque contravenga su voluntad. Al final de los tiempos, será extinguido.

## Nuevo Testamento

### Evangelios

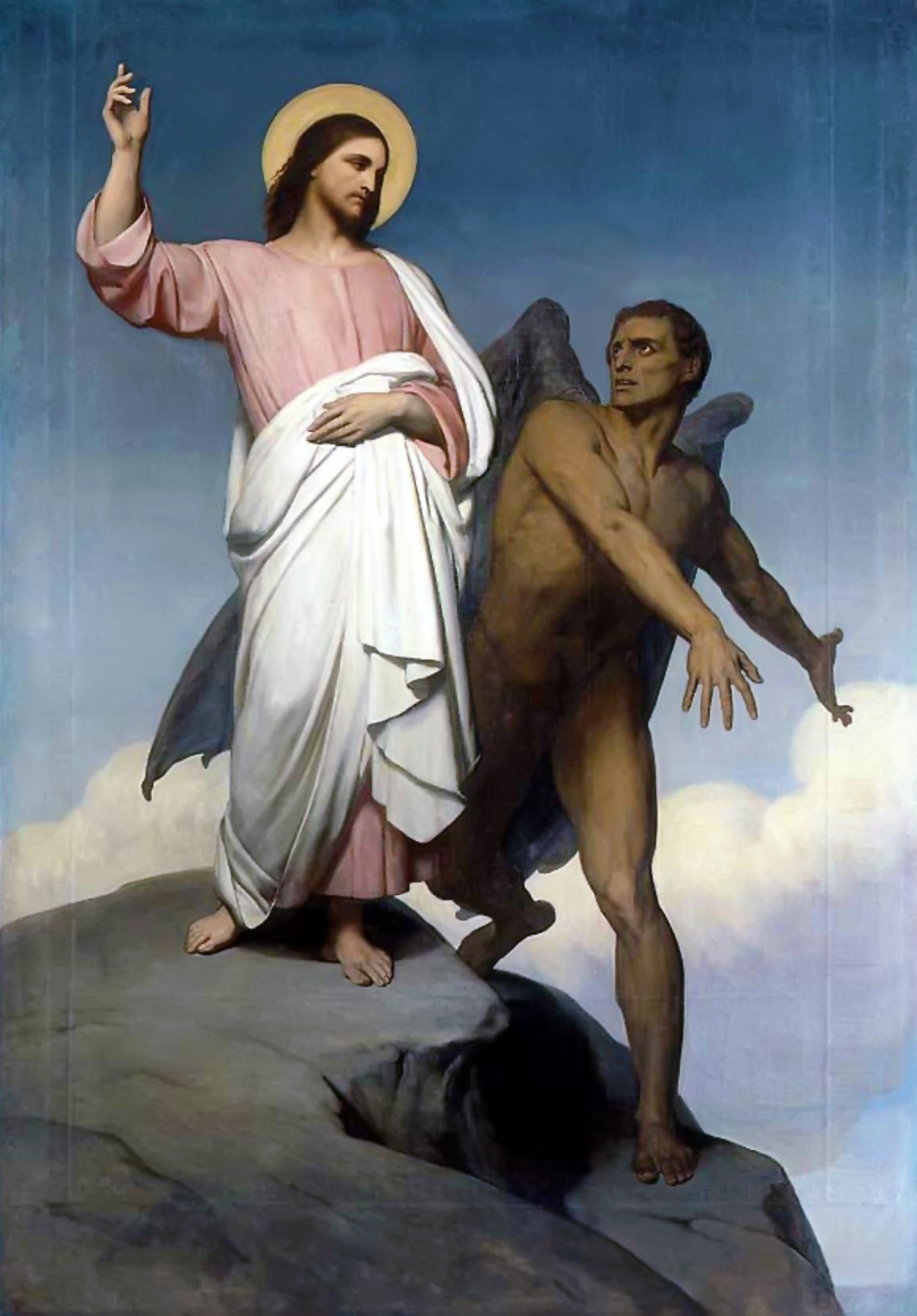
El Diablo representado en La tentación de Cristo, de Ary Scheffer, 1854.

El diablo ocupa un lugar mucho más destacado en el Nuevo Testamento y en la teología cristiana  que en el Antiguo Testamento y en el judaísmo. El erudito en religión William Caldwell escribe que "En el Antiguo Testamento hemos visto que la figura de Satanás es vaga. ... Al llegar al Nuevo Testamento nos sorprende la unitaridad, claridad y definición del esquema de Satanás." La palabra griega del Nuevo Testamento para el diablo, satanas, que aparece 38 veces en 36 versículos, no es en realidad una palabra griega: está transliterada del arameo, pero en última instancia deriva del hebreo. Los eruditos coinciden en que "Satanás" es siempre un nombre propio en el Nuevo Testamento. En Marcos 1:13 "ho Satanas" es un nombre propio que identifica a un ser particular con una personalidad distinta:

La figura que Marcos designa como el autor de la tentación de Jesús en el desierto, ya se llamara Satanás o uno de los muchos otros nombres, no era un "desconocido". Al contrario, en la época de Marcos y en el mundo del pensamiento que Marcos y su audiencia compartían, la identidad de Satanás y las actividades que le caracterizaban estaban bien definidas y eran ampliamente conocidas.

Aunque en teología cristiana posterior, el diablo y sus compañeros ángeles caídos a menudo se fusionan en una categoría de espíritus demoníacos, el diablo es una entidad única en todo el Nuevo Testamento. El diablo no es sólo un tentador, pero tal vez gobierna sobre los reinos de la tierra. En la tentación de Cristo (Mateo 4:8-9 y Lucas 4:6-7), el diablo ofrece todos los reinos de la tierra a Jesús, dando a entender que le pertenecen. Puesto que Jesús no discute esta oferta, puede indicar que los autores de esos evangelios creían que esto era cierto. Sin embargo, esta interpretación no es compartida por todos, ya que Ireneo argumentó que, puesto que el diablo era un mentiroso desde el principio, también mintió aquí y que todos los reinos pertenecen de hecho a Dios, refiriéndose a Proverbios 21. Este acontecimiento se describe en los tres evangelios sinópticos, (Mateo 4:1-11, Marcos 1:12-13 y Lucas 4:1-13).

### Hechos y epístolas
La Epístola de Judas hace referencia a un incidente en el que el Arcángel Miguel discutió con el diablo por el cuerpo de Moisés (Judas 1:9). Según la Primera Epístola de Pedro, "Como un león rugiente, vuestro adversario el diablo ronda buscando a quien devorar" (1 Pedro 5:8).  Los autores de la Segunda Epístola de Pedro y la Epístola de Judas creen que Dios prepara el juicio para el diablo y sus compañeros ángeles caídos, que están atados en las tinieblas hasta la  retribución divina. 
En la Epístola a los Romanos, también se da a entender que el inspirador del pecado es el autor de la muerte.  La Epístola a los Hebreos habla del diablo como el que tiene el poder de la muerte, pero es derrotado a través de la muerte de Jesús (Hebreos 2:14).. En la Segunda Epístola a los Corintios, el apóstol Pablo advierte que Satanás a menudo se disfraza de ángel de luz.

### Revelación
.
.

San Miguel venciendo a Satanás] (1518) de Rafael, que representa a Satanás siendo expulsado del cielo por Miguel Arcángel, como se describe en Apocalipsis 12:7-10

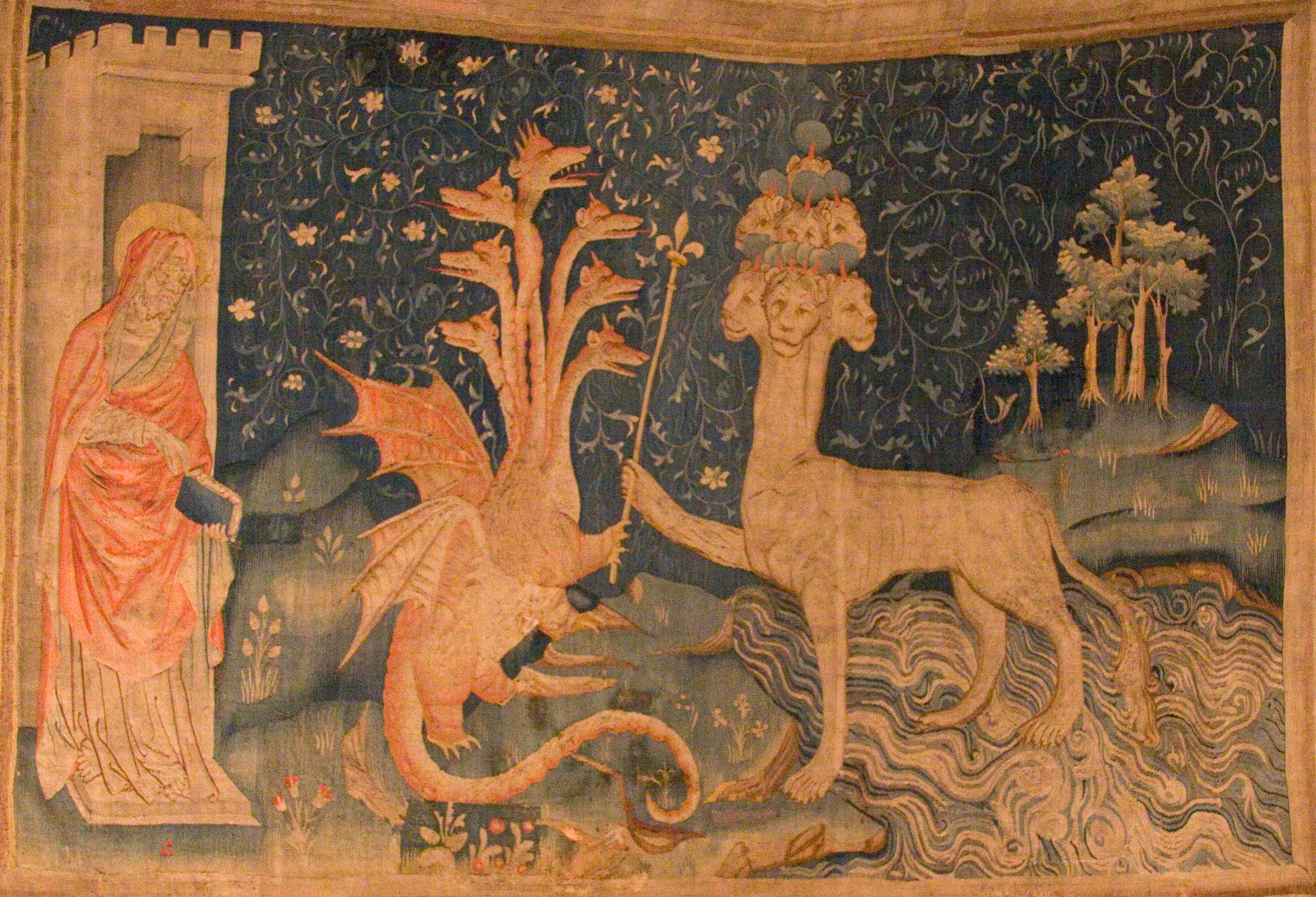
La Bête de la Mer (del Tapisserie de l'Apocalypse en Angers, Francia). Un tapiz medieval, que representa al diablo como un dragón con 7 cabezas en el Libro del Apocalipsis

El Libro del Apocalipsis describe una batalla en el cielo (Apocalipsis 12:7-10) entre un dragón/serpiente "llamado diablo o Satanás" y el arcángel Miguel resultando en la caída del dragón. Aquí, el diablo se describe con características similares a monstruos del caos primordial , como el Leviatán del Antiguo Testamento. La identificación de esta serpiente como Satanás apoya la identificación de la serpiente del Génesis con el diablo. Tomás de Aquino, Ruperto de Deutz y Gregorio Magno (entre otros) interpretaron que esta batalla tuvo lugar después de que el diablo pecara al aspirar a ser independiente de Dios. En consecuencia, Satanás y los ángeles malos son arrojados del cielo por los ángeles buenos bajo el liderazgo de Miguel.
Antes de que Satanás fuera arrojado del cielo, acusaba a los humanos por sus pecados (Apocalipsis 12:10). Después de 1.000 años, el diablo resucitaría, sólo para ser derrotado y arrojado al Lago de fuego (Apocalipsis 20:10).. Un ángel del abismo llamado Abaddon, mencionado en Apocalipsis 9:11, es descrito como su gobernante y a menudo se piensa en él como el originador del pecado y un instrumento de castigo. Por estas razones, Abaddon también se identifica con el diablo.

## Enseñanzas cristianas
El concepto de ángeles caídos es de origen precristiano. Los ángeles caídos aparecen en escritos como el Libro de Enoc, el Libro de los Jubileos y posiblemente en el Génesis. 6:1-4. La tradición y la teología cristianas interpretaron el mito sobre una estrella naciente, arrojada al inframundo, contado originalmente sobre un rey babilonio (Isaías 14:12) como referido también a un ángel caído. El diablo se identifica generalmente con Satán, el acusador en el Libro de Job. Sólo en raras ocasiones Satanás y el diablo son representados como entidades separadas.
Gran parte de la tradición sobre el diablo no es bíblica. Proviene de expansiones cristianas postmedievales de las escrituras influenciadas por la mitología popular medieval y pre-medieval. En la Edad Media se produjo una gran adaptación del material bíblico, en las lenguas vernáculas, que a menudo empleaba formas literarias adicionales, como el teatro, para transmitir ideas importantes a un público incapaz de leer el latín por sí mismo. A veces ampliaron el texto bíblico con adiciones, desarrollos explicativos u omisiones. La Biblia tiene silencios: cuestiones que no aborda. Por ejemplo, en la Biblia no se define el fruto que comieron Adán y Eva; la manzana forma parte del folclore. La Europa medieval estaba bien equipada para explicar los silencios de la Biblia. Además del uso de la historia universal y la ampliación de los libros bíblicos, otros vehículos para el adorno de los relatos bíblicos fueron las sagas populares, las leyendas y los cuentos de hadas. En ellos se ofrecían elaboradas visiones de una creación dualista en la que el Diablo rivalizaba con Dios y creaba desagradables imitaciones de las criaturas divinas, como piojos, simios y mujeres. En algunos relatos rusos, el Diablo tuvo que intrigar para subir a bordo del Arca y no ahogarse. La capacidad del Diablo, en los cuentos populares, para aparecer en cualquier forma animal, para cambiar de forma, o para hacerse invisible, todos estos poderes, aunque en ninguna parte se menciona en la Biblia, se han asignado al diablo por el eclesiasticismo medieval sin disputa.
Máximo el Confesor sostuvo que el propósito del diablo es enseñar a los seres humanos a distinguir entre la virtud y el pecado. Dado que, según las enseñanzas cristianas, el diablo fue expulsado de la presencia celestial (a diferencia del Satán judío, que sigue funcionando como ángel acusador al servicio de Dios), Máximo explicó cómo el diablo podía seguir hablando con Dios, como se cuenta en el Libro de Job, a pesar de haber sido desterrado. Argumenta que, como Dios es omnipresente en el cosmos, Satán estaba en presencia de Dios cuando pronunció su acusación contra Job sin estar en los cielos. Sólo después del Día del Juicio, cuando el resto del cosmos se reúna con Dios, el diablo, sus demonios y todos aquellos que se aferran al mal y a la irrealidad se excluirán eternamente de Dios y sufrirán por esta separación.
Los cristianos han entendido al diablo como la personificación del mal, el autor de las mentiras y el promotor del mal, y como una metáfora de la maldad humana. Sin embargo, el diablo no puede ir más allá de lo que Dios, o la libertad humana, le permiten, lo que da lugar al problema del mal. Los eruditos cristianos han ofrecido tres teodiceas principales de por qué un Dios bueno podría necesitar permitir el mal en el mundo. Se basan en el libre albedrío de la humanidad, un Dios autolimitador, y la observación de que el sufrimiento tiene un valor "creador de almas".Los teólogos cristianos no culpan del mal únicamente al diablo, ya que esto crea una especie de dualismo maniqueo que, sin embargo, sigue teniendo apoyo popular.

### Orígenes
Orígenes fue probablemente el primer autor que utilizó Lucifer como nombre propio del diablo. En su obra De principiis Proemium y en una homilía sobre el libro XII, comparó al lucero de la mañana Eósforo-Lucifer -basado probablemente en La Vida de Adán y Eva- con el diablo o Satanás. Orígenes opinaba que Helal-Eósforo-Lucifer, confundido en un principio con Faetón, cayó al abismo como espíritu celestial tras intentar equipararse a Dios. Cipriano (alrededor de 400), Ambrosio (alrededor de 340-397) y algunos otros padres de la iglesia esencialmente suscrito a este punto de vista que fue tomado de un Mito helenístico.
Según Orígenes, Dios creó primero las criaturas racionales y luego el mundo material. Las criaturas racionales se dividen en ángeles y humanos, ambos dotados de libre albedrío, y el mundo material es el resultado de sus elecciones. El mundo, habitado también por el diablo y sus ángeles, manifiesta también todo tipo de destrucción y sufrimiento. Orígenes se opuso a la opinión Valentiniano de que el sufrimiento en el mundo está fuera del alcance de Dios, y el diablo es un actor independiente. Por lo tanto, el diablo sólo es capaz de perseguir el mal mientras Dios lo permita. El mal no tiene realidad ontológica, sino que se define por déficit o falta de existencia, en la cosmología de Orígenes. Por lo tanto, el diablo es considerado el más alejado de la presencia de Dios, y los que se adhieren a la voluntad del diablo siguen el alejamiento del diablo de la presencia de Dios.
Orígenes ha sido acusado por los cristianos de enseñar la salvación por el diablo. Sin embargo, en defensa de Orígenes, los estudiosos han argumentado apocatástasis para el diablo se basa en una mala interpretación de su universalismo. En consecuencia, no es el diablo, como principio del mal, la personificación de la muerte y el pecado, sino el ángel, que los introdujo en primer lugar, quien será restaurado después de que este ángel abandone su mala voluntad.

### Agustín de Hipona
La obra de Agustín de Hipona, Civitas Dei (siglo V), y su posterior obra Sobre el libre albedrío se convirtieron en importantes influencias de la demonología occidental en la Edad Media e incluso en la época de la Reforma, influyendo en notables teólogos de la Reforma como Juan Calvino y Martín Lutero.  Para Agustín, la rebelión de Satanás fue la primera y última causa del mal; por lo tanto, rechazó las enseñanzas anteriores acerca de que Satanás había caído cuando el mundo ya había sido creado. En su Civitas Dei, describe dos ciudades (Civitates) distintas y opuestas entre sí como la luz y la oscuridad. La ciudad terrenal está influenciada por el pecado del diablo y está habitada por hombres malvados y demonios (ángeles caídos) que son dirigidos por el diablo. Por otro lado, la ciudad celestial está habitada por hombres justos y los ángeles dirigidos por Dios. Aunque su división ontológica en dos reinos diferentes muestra un parecido con el dualismo maniqueo, Agustín difiere en cuanto al origen y poder del mal. Sostiene que el mal comenzó a existir por el libre albedrío del diablo y no tiene existencia ontológica independiente. Agustín siempre enfatizó la soberanía de Dios sobre el diablo que sólo puede operar dentro del marco que Dios le ha dado.
Agustín escribió que los ángeles pecan bajo circunstancias diferentes a las de los humanos, lo que resulta en consecuencias diferentes para sus acciones. Los pecados humanos son el resultado de circunstancias de las que un individuo puede o no ser responsable, como el pecado original. La persona es responsable de sus decisiones, pero no del entorno o las condiciones en las que se toman sus decisiones. Los ángeles que se convirtieron en demonios habían vivido en el Cielo; su entorno estaba cimentado y rodeado de lo divino; deberían haber amado a Dios más que a sí mismos, pero se deleitaron en su propio poder, y se amaron más a sí mismos, pecando "espontáneamente". Como pecaron "por propia iniciativa, sin ser tentados ni persuadidos por nadie, no pueden arrepentirse ni salvarse por la intervención de otro. De ahí que estén eternamente fijados en su amor propio (De lib. arb. 3.10.29-31)". Dado que el pecado del diablo es intrínseco a su naturaleza, Agustín sostiene que el diablo debe haber convertido el mal inmediatamente después de su creación. Así, el intento del diablo de ocupar el trono de Dios no es un asalto a las puertas del cielo, sino un giro hacia el solipsismo en el que el diablo se convierte en Dios en su mundo.
Además, Agustín rechaza la idea de que la envidia pudiera haber sido el primer pecado (como creían algunos cristianos primitivos, evidente en fuentes como Cueva de los Tesoros en la que Satanás ha caído porque envidia a los humanos y se negó a postrarse ante Adán), ya que el orgullo ("amarse a sí mismo más que a los demás y a Dios") debe preceder a la envidia ("odio a la felicidad de los demás").  Tales pecados se describen como alejamiento de la presencia de Dios. El pecado del diablo no da al mal un valor positivo, ya que el mal es, según la teodicea agustiniana, un mero subproducto de la creación. Todos los espíritus han sido creados en el amor de Dios, pero el diablo se valoró más a sí mismo, abandonando así su posición por un bien inferior. Menos claro tiene Agustín el motivo por el que el diablo decidió abandonar el amor de Dios. En algunas obras, sostuvo que es la gracia de Dios la que da a los ángeles una comprensión más profunda de la naturaleza de Dios y del orden del cosmos. Iluminados por la gracia de Dios, se volvieron incapaces de sentir ningún deseo de pecar. Los otros ángeles, sin embargo, no son bendecidos con la gracia y actúan pecaminosamente.

### Anselmo de Canterbury
Anselmo de Canterbury describe la razón de la caída del diablo en su De Casu Diaboli ("Sobre la caída del diablo"). Rompiendo con la diabología de Agustín, absolvió a Dios del pre-determinismo y de hacer pecar al diablo. Como teólogos anteriores, Anselmo explicó el mal como la nada, o algo que la gente puede simplemente atribuir a algo para negar su existencia que no tiene sustancia en sí mismo. Dios dio al diablo libre albedrío, pero no ha causado que el diablo peque creando la condición para abusar de este don. Anselmo invoca la idea de gracia, otorgada a los ángeles. Según Anselmo, la gracia también fue ofrecida a Lucifer, pero el diablo se negó voluntariamente a recibir el don de Dios. Anselmo argumenta además que todas las criaturas racionales se esfuerzan por el bien, ya que es la definición del bien ser deseado por las criaturas racionales, por lo que el deseo de Lucifer de llegar a ser igual a Dios está en realidad de acuerdo con el plan de Dios. El diablo se desvía de los planes de Dios cuando desea igualarse a Dios por sus propios esfuerzos sin contar con la gracia de Dios.
Anselmo también desempeñó un papel importante en el alejamiento de la teología cristiana de la teoría del rescate de la expiación, la creencia de que la crucifixión de Jesús fue un rescate pagado a Satanás, en favor de la teoría de la satisfacción. Según este punto de vista, la humanidad pecó al violar la armonía cósmica creada por Dios. Para restaurar esta armonía, la humanidad necesitaba pagar algo que no debía a Dios. Pero como los humanos no podían pagar el precio, Dios tuvo que enviar a Jesús, que es a la vez Dios y humano, para que se sacrificara. El diablo ya no desempeña un papel importante en esta teoría de la expiación. En la teología de Anselmo, el diablo aparece más como un ejemplo del abuso del libre albedrío que como un actor significativo en el cosmos. No es necesario para explicar ni la caída ni la salvación de la humanidad.

## Historia

### Cristianismo primitivo

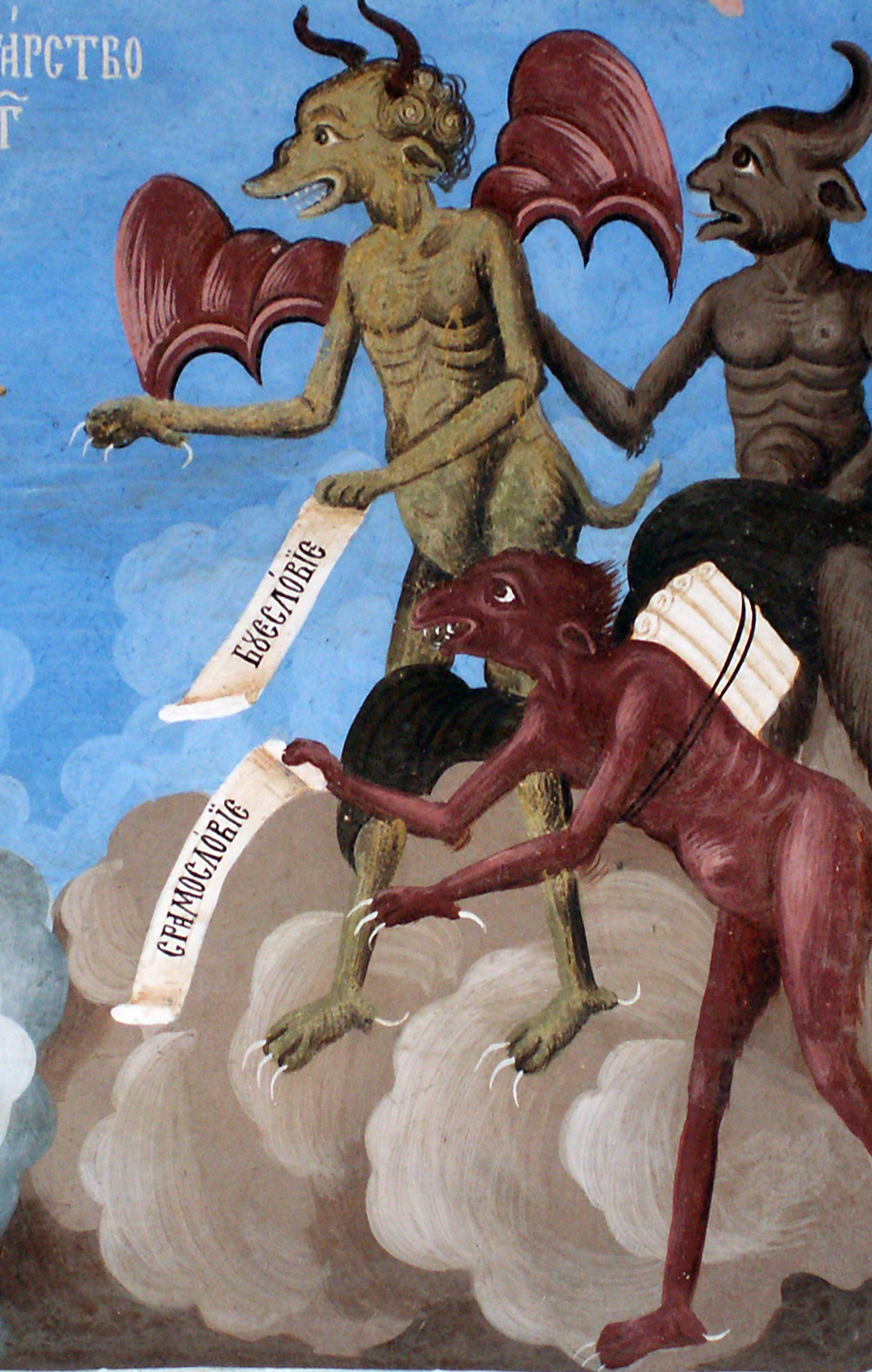
Diablos - detalle de un fresco del Monasterio de Rila, Bulgaria

La noción de ángeles caídos ya existía, pero no tenía una narrativa unificada en la época precristiana. En 1 Enoc,  Azazel y su hueste de ángeles vinieron a la tierra en forma humana y enseñaron artes prohibidas que resultaron en pecado. En el Apocalipsis de Abraham, Azazel es descrito con su propia Kavod (Magnificencia), término habitualmente utilizado para la Divinidad en la literatura apocalíptica, indicando ya al diablo como antítesis de Dios, con el reino del diablo en la tierra y el reino de Dios en el cielo. En la Vida de Adán y Eva, Satanás fue expulsado del cielo por su negativa a postrarse ante el hombre, probablemente la explicación más común de la caída de Satanás en el cristianismo proto-ortodoxo.
El cristianismo, sin embargo, representó la caída de los ángeles como un acontecimiento anterior a la creación de los humanos. El diablo pasa a ser considerado un rebelde contra Dios, al reclamar para sí la divinidad; se le permite tener poder temporal sobre el mundo. Así, en las representaciones anteriores de los ángeles caídos, la falta del ángel maligno se dirige hacia abajo (hacia el hombre en la tierra) mientras que, con el cristianismo, el pecado del diablo se dirige hacia arriba (hacia Dios). Aunque se considera que el diablo es intrínsecamente malo, influyentes eruditos cristianos, como Agustín y Anselmo de Canterbury, coinciden en que el diablo había sido creado bueno pero, en algún momento, había elegido libremente el mal, lo que provocó su caída.
En el cristianismo primitivo, algunos movimientos de herejía postulaban una distinción entre el Dios de la Ley, Demiurgo creador del mundo, y el Dios de Jesucristo. Tales posiciones fueron sostenidas por Marción, Valentín, los  Basílides y Ofitas, que negaban que la deidad del Antiguo Testamento fuera el verdadero Dios, argumentando que las descripciones del deidad judía son blasfemas para Dios. A ellos se opusieron aquellos como Ireneo, Tertuliano y Orígenes que argumentaban que la deidad presentada por Jesús y el Dios de los judíos son el mismo, y que, a su vez, acusaban a tales movimientos de blasfemar contra Dios al afirmar un poder superior al Creador. Como se desprende de la obra de Orígenes Sobre los primeros principios, quienes negaban que la deidad del Antiguo Testamento fuera el Dios verdadero argumentaban que Dios sólo puede ser bueno y no puede estar sujeto a emociones inferiores como la ira y los celos. En cambio, lo acusaban de autodeificación, identificándolo así con Lucifer (Hêlêl), el oponente de Jesús y gobernante del mundo.

### Bizancio

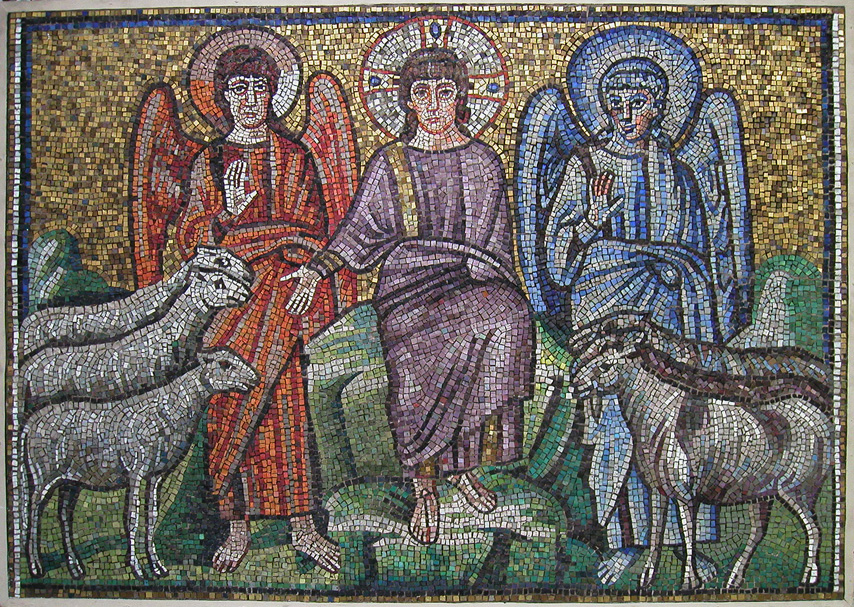
Copia de un mosaico de principios del siglo VI en la Basílica de San Apolinar el Nuevo, Rávena, que representa Cristo separando las ovejas de las cabras. El ángel azul es probablemente la representación cristiana más antigua de Satanás, que reúne a los pecadores simbolizados por las cabras. Aquí no es el monstruo diabólico conocido en la iconografía posterior, sino que se le concede igual presencia en la corte celestial. Sin embargo, se discute la identificación de esta figura con Satán.

La concepción  bizantina del demonio procede principalmente de los padres de la Iglesia de los cinco primeros siglos. Debido al enfoque en el monasticismo, el misticismo y la teología negativa, que eran más unificadoras que las tradiciones occidentales, el diablo jugó sólo un papel marginal en la teología bizantina. Dentro de tal cosmología monista, el mal era considerado como una deficiencia sin existencia ontológica real. Así, el diablo se convirtió en la entidad más alejada de Dios, como lo describe Pseudo Dionisio Areopagita.
Juan Clímaco detalló las trampas del diablo en su tratado monástico La Escalera del Paraíso. La primera trampa del diablo y sus demonios es impedir que la gente realice buenas acciones. En la segunda, uno realiza el bien pero no de acuerdo con la voluntad de Dios. En la tercera, uno se enorgullece de sus buenas acciones. Sólo reconociendo que todo el bien que uno puede realizar viene de Dios se puede evitar la última y más peligrosa trampa.
Juan de Damasco, cuyas obras también afectaron a las tradiciones escolásticas occidentales, proporcionó una refutación a la cosmología dualista. Contra religiones dualistas como el maniqueísmo, argumentó que, si el diablo era un principio independiente de Dios y existen dos principios, deben estar en completa oposición. Pero si existen, según Juan, ambos comparten el rasgo de la existencia, resultando de nuevo un solo principio (de existencia). Influenciado por Juan el Evangelista, enfatizó aún más las metáforas de luz para el bien y oscuridad para el mal. Al igual que la oscuridad, la privación del bien hace que uno se vuelva inexistente y más oscuro.
La teología bizantina no considera al diablo como redimible. Puesto que el diablo es un espíritu, el diablo y sus ángeles no pueden tener un cambio en su voluntad, al igual que los humanos convertidos en espíritus después de la muerte tampoco pueden cambiar su actitud.

### Alta Edad Media

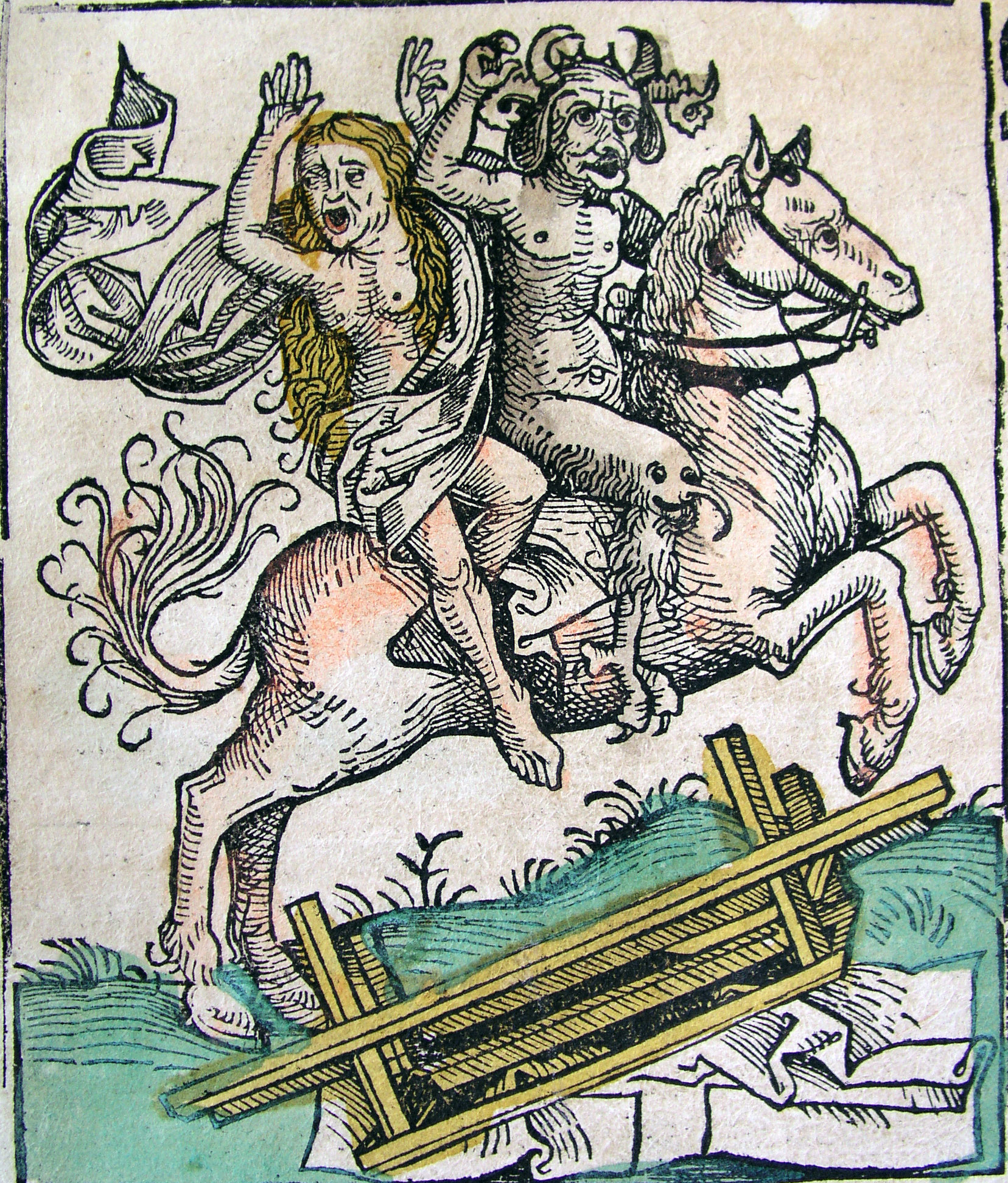
El Diablo a caballo. Crónica de Nuremberg (1493).

Aunque las enseñanzas de Agustín, que rechazaba los escritos enoquianos y asociaba al diablo con el orgullo en lugar de con la envidia, suelen considerarse las representaciones más fundamentales del diablo en el cristianismo medieval, algunos conceptos, como considerar el mal como la mera ausencia de bien, eran demasiado sutiles para ser adoptados por la mayoría de los teólogos durante la Alta Edad Media. Buscaban una imagen más concreta del mal para representar la lucha espiritual y el dolor, por lo que el diablo se convirtió en una entidad más concreta. Entre los siglos IV y XII, las ideas cristianas se combinaron con la creencias paganas europeas, creando un vívido folclore sobre el diablo e introduciendo nuevos elementos. Aunque los teólogos solían confundir demonios, satanes y diablo, la demonología medieval distinguía con bastante coherencia entre Lucifer, el ángel caído fijado en el infierno, y el móvil Satán que ejecutaba su voluntad.
 Dioses teutónicos se consideraban a menudo demonios o incluso el diablo. En el Flateyjarbók, Odín se describe explícitamente como otra forma del diablo, al que los paganos adoraban y al que sacrificaban. Todo lo que era sagrado para los paganos o las deidades extranjeras solía ser percibido como sagrado para el diablo y temido por los cristianos. Muchos espíritus paganos de la naturaleza como enanos y elfos pasaron a ser vistos como demonios, aunque se mantuvo la diferencia entre monstruos y demonios. Los monstruos, considerados como humanos distorsionados, probablemente sin alma, fueron creados para que la gente pudiera estar agradecida a Dios por no sufrir en tal estado; se situaban por encima de los demonios en la existencia y aún reclamaban un pequeño grado de belleza y bondad, ya que no se habían alejado de Dios.
Era ampliamente aceptado que la gente podía hacer un pacto con el diablo por el cual el diablo intentaría atrapar el alma de un humano. A menudo, el humano tendría que renunciar a la fe en Cristo. Pero el diablo podía ser fácilmente engañado por el valor y el sentido común y, por lo tanto, a menudo quedaba como un personaje de alivio cómico en las historias folclóricas. En muchos cuentos populares alemanes, el diablo sustituye el papel de un gigante engañado, conocido de los cuentos paganos. Por ejemplo, el diablo construye un puente a cambio del alma del primer ser que pase, entonces la gente deja que un perro pase primero por el puente y el diablo es engañado.
Las doctrinas de Papa Gregorio Magno sobre el diablo fueron ampliamente aceptadas durante el periodo medieval y, combinadas con la visión de Agustín, se convirtieron en el relato estándar sobre el diablo. Gregorio describió al diablo como la primera creación de Dios. Era un querubín y el líder de los ángeles (al contrario que el escritor bizantino Pseudo-Dionisio, que no situaba al diablo entre la jerarquía angélica). Gregorio y Agustín estaban de acuerdo con la idea de que el diablo cayó por su propia voluntad; sin embargo, Dios tenía el control último sobre el cosmos. Para apoyar su argumento, Gregorio parafrasea partes del Antiguo Testamento según las cuales Dios envía un espíritu maligno. Sin embargo, la voluntad del diablo es realmente injusta; Dios simplemente desvía las malas acciones hacia la justicia. Para Gregorio, el diablo es, pues, también el tentador. El tentador incita, pero es la voluntad humana la que consiente el pecado. El diablo sólo es responsable de la primera etapa de pecar.

### Cátaros y bogomilos

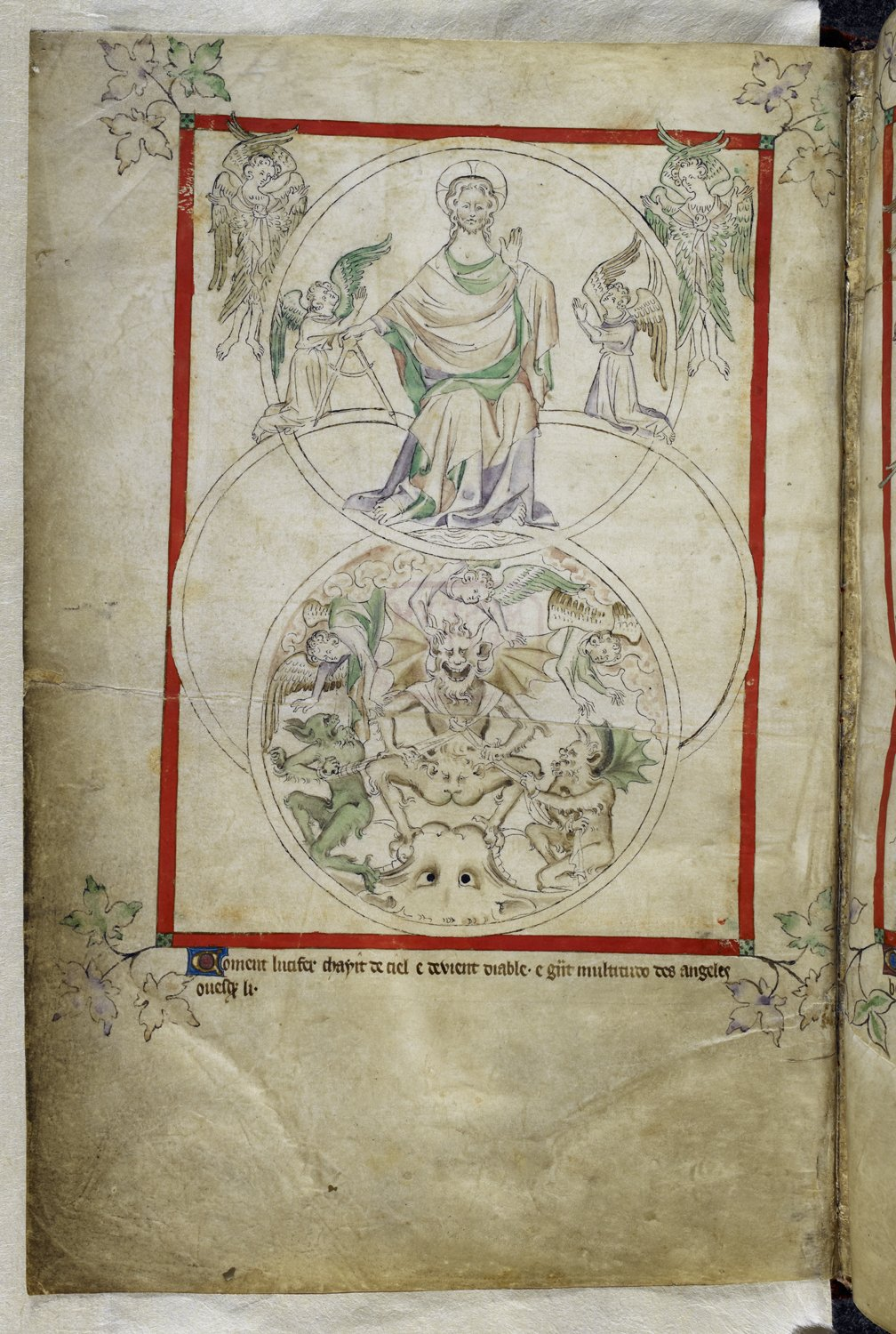
Dios y Lucifer - El salterio de la reina María (1310-1320), f.1v - BL Royal MS 2 B VII

El renacimiento del dualismo en el siglo XII por el catarismo influyó profundamente en las percepciones cristianas sobre el diablo. Lo que se sabe de los cátaros procede en gran parte de lo conservado por los críticos en la Iglesia católica, que más tarde los destruyó en la Cruzada Albigense. Alain de Lille, c. 1195, acusó a los cátaros de creer en dos dioses, uno de la luz y otro de las tinieblas. Durand de Huesca, respondiendo a un tratado cátaro c. 1220 indica que consideraban el mundo físico como la creación de Satanás. En 1250, Sacchoni, un antiguo cátaro italiano convertido en dominico, declaró ante la Inquisición que sus antiguos correligionarios creían que el diablo había creado el mundo y todo lo que hay en él.
El catarismo probablemente hunde sus raíces en el bogomilismo, fundado por Theophilos en el siglo X, quien a su vez debía muchas ideas a los anteriores paulicianos de Armenia y Oriente Próximo y tuvo un fuerte impacto en la historia de los Balcanes. Su verdadero origen se encuentra probablemente en sectas anteriores como el nestorianismo, el marcionismo y el borborboritismo, que comparten la noción de un Jesús ascético. Al igual que estos movimientos anteriores, los bogomilitas coinciden en un dualismo entre cuerpo y alma, materia y espíritu, y en una lucha entre el bien y el mal. Rechazaban la mayor parte del Antiguo Testamento y se oponían a la Iglesia católica establecida, cuya deidad consideraban el diablo. Entre los cátaros, ha habido tanto un dualismo absoluto (compartido con los bogomilitas y el gnosticismo cristiano primitivo) como un dualismo mitigado como parte de su propia interpretación.
Los dualistas atenuados se acercan más al cristianismo, considerando a Lucifer como un ángel creado (por emanación, ya que al rechazar el Antiguo Testamento, rechazaban la creación ex nihilo) por Dios, cayendo Lucifer por su propia voluntad. Por otro lado, los dualistas absolutos consideran a Lucifer como el principio eterno del mal, no parte de la creación de Dios. Lucifer forzó a las almas buenas a tomar forma corporal y las aprisionó en su reino. Siguiendo el dualismo absoluto, ni las almas del reino celestial ni el diablo y sus demonios tienen  libre albedrío sino que simplemente siguen su naturaleza, rechazando así la noción cristiana de pecado.
La Iglesia católica reaccionó a la difusión del dualismo en el Cuarto Concilio de Letrán (1215), afirmando que Dios creó todo de la nada; que el diablo y sus demonios fueron creados buenos, pero se volvieron malos por su propia voluntad; que los humanos cedieron a las tentaciones del diablo, cayendo así en el pecado; y que, tras la Resurrección, los malos sufrirán junto con el diablo, mientras que los buenos disfrutarán de la eternidad con Cristo. Sólo unos pocos teólogos de la Universidad de París, en 1241, propusieron la afirmación contraria, que Dios creó al diablo malvado y sin decisión propia.
Tras la caída del Imperio Otomano, partes del dualismo bogomil permanecieron en el balcánico folclore relativo a la creación: antes de que Dios creara el mundo, se encuentra con un ganso en el océano eterno. Al parecer, el ganso se llama Satanael y afirma ser un dios. Cuando Dios pregunta a Satanael quién es, el diablo responde "el dios de los dioses". Dios pide entonces al diablo que se sumerja en el fondo del mar para llevarse un poco de barro, y de este barro, formaron el mundo. Dios creó a sus ángeles y el diablo a sus demonios. Más tarde, el diablo intenta asaltar a dios pero es arrojado al abismo. Permanece al acecho de la creación de Dios y planea otro ataque al cielo. Este mito comparte cierto parecido con los Mitos de la creación túrquicos preislámicos así como con los pensamientos bogomilitas.

### La Reforma
.

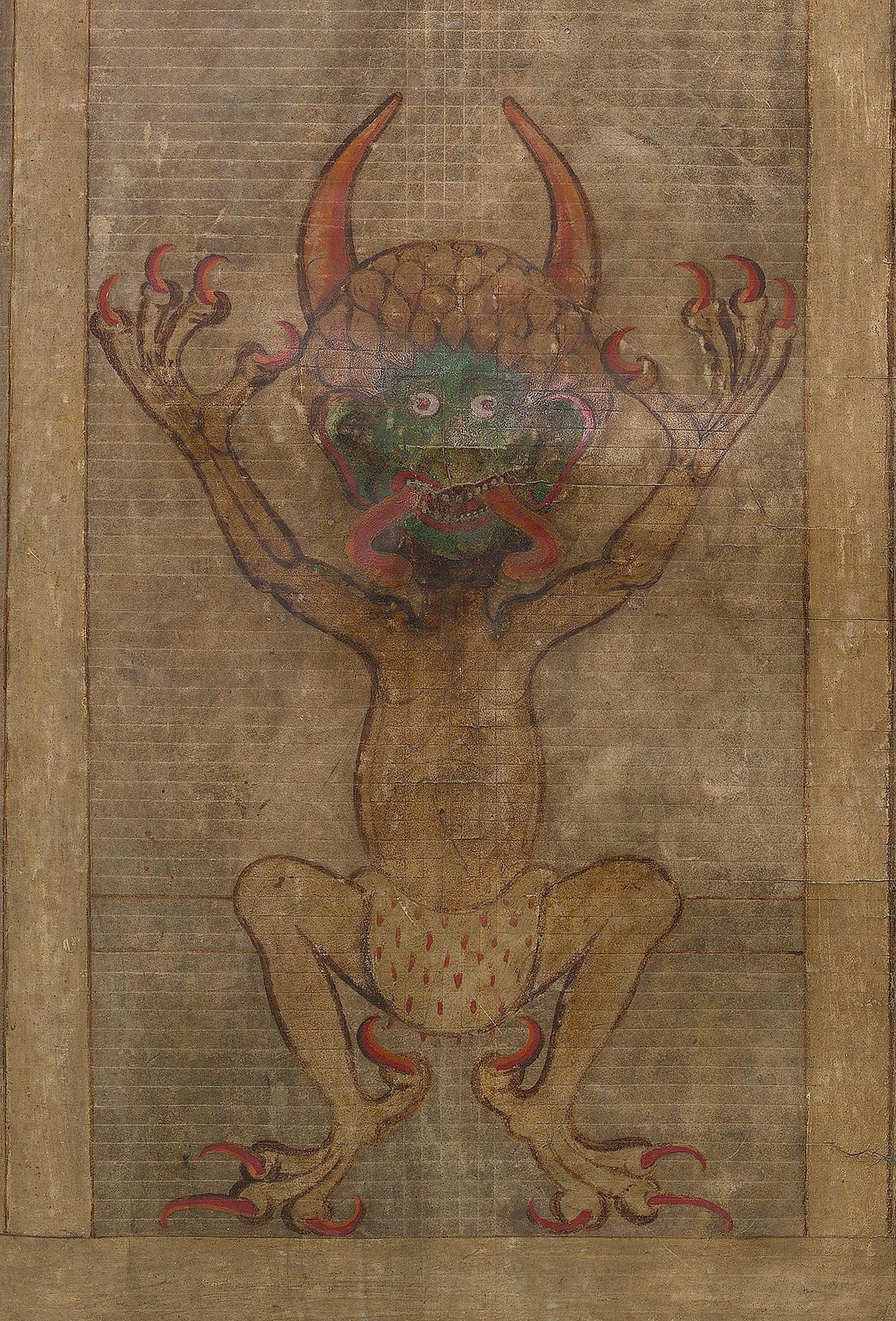
Representación del Diablo en el Codex Gigas.

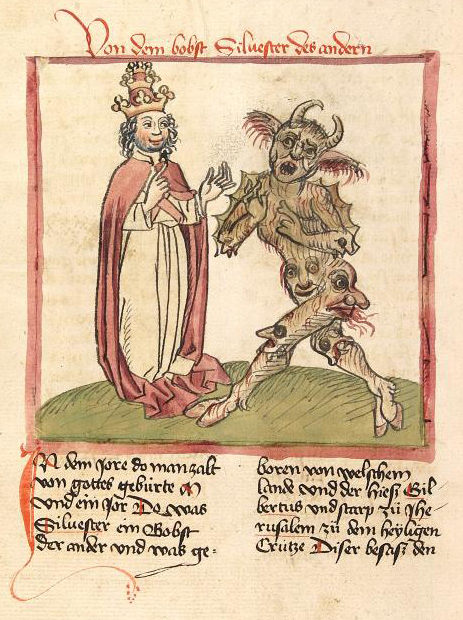
El Papa Silvestre II y el Diablo en una ilustración, c. 1460

Desde principios de la Edad Moderna (alrededor del siglo XIV), los cristianos empezaron a imaginar al diablo como una entidad cada vez más poderosa, que inducía constantemente a la gente a la falsedad. Los judíos, las brujas, las herejes y las personas afectadas por la lepra se asociaban a menudo con el diablo. En 1486 se escribió el Malleus Maleficarum, una obra popular y extensa sobre la caza de brujas. Los protestantes y la Iglesia católica comenzaron a acusarse mutuamente de enseñar falsas doctrinas y de caer involuntariamente en las trampas del diablo. Tanto católicos como protestantes reformaron la sociedad cristiana cambiando sus principales preocupaciones éticas de evitar los siete pecados capitales a observar los Diez Mandamientos'. Así, la deslealtad a Dios, que se veía como deslealtad a la Iglesia, y la idolatría se convirtieron en los mayores pecados, haciendo al diablo cada vez más peligroso. Algunos movimientos reformistas y primeros humanistas rechazaron a menudo el concepto de un diablo personal. Por ejemplo, Voltaire rechazó la creencia en el diablo como superstición.

#### Pensamiento protestante temprano

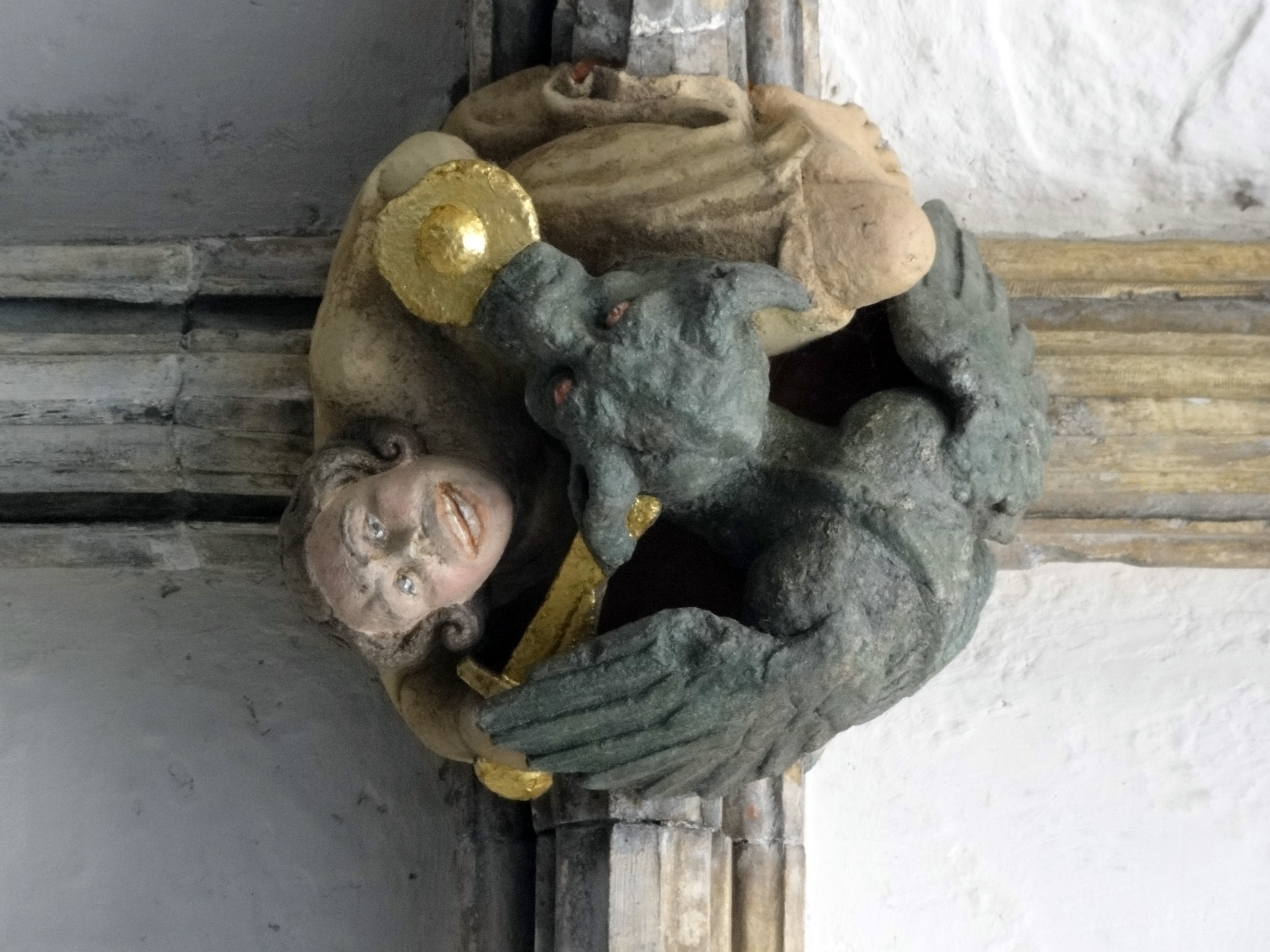
El Diablo siendo combatido por un cristiano usando una espada de oro, detalle del techo del claustro de la Catedral de Norwich

Martín Lutero enseñaba que el diablo era real, personal y poderoso. El mal no era un déficit del bien, sino la voluntad presuntuosa contra Dios, su palabra y su creación. También afirmó la realidad de la brujería causada por el demonio. Sin embargo, negaba la realidad del vuelo de las brujas y de las metamorfosis, considerándolas en cambio imaginación. El diablo también podía poseer a alguien. Opinó que el poseído podría sentir al diablo en sí mismo, como un creyente siente al Espíritu Santo en su cuerpo. En su Theatrum Diabolorum, Lutero enumera varias huestes de demonios mayores y menores. Los demonios mayores incitarían a pecados mayores, como la incredulidad y la herejía, mientras que los demonios menores a pecados menores como la avaricia y la fornicación. Entre estos demonios también aparece Asmodeo conocido por el Libro de Tobías. Estos demonios antropomórficos se utilizan como recurso estilísticos para su audiencia, aunque Lutero los considera como diferentes manifestaciones de un espíritu (es decir, el diablo).
Calvino enseñó la visión tradicional del diablo como un ángel caído. Calvino repite el símil de San Agustín: "El hombre es como un caballo, con Dios o el Diablo como jinete." En el interrogatorio a Miguel Servet que había dicho que toda la creación era parte de Dios, Calvino preguntó: "¿qué hay del Diablo?" Miguel Servet respondió que "todas las cosas son parte y porción de Dios".
Los protestantes consideraban que las enseñanzas de la Iglesia católica estaban socavadas por la agencia de Satanás, ya que se veía que habían sustituido las enseñanzas de la Biblia por costumbres inventadas. A diferencia de los herejes y las brujas, los protestantes consideraban que los católicos seguían a Satanás inconscientemente. Al abandonar los rituales ceremoniales y la intercesión defendidos por la Iglesia católica, los reformadores hicieron hincapié en la resistencia individual contra las tentaciones del diablo.  Entre las enseñanzas de Lutero para ahuyentar al demonio estaba la recomendación de la música, ya que "el Diablo no soporta la alegría"."

#### Anabaptistas y disidentes
David Joris fue el primero de los anabaptistas en sugerir que el diablo era sólo una alegoría (c. 1540); este punto de vista encontró un pequeño pero persistente seguimiento en los Países Bajos. El diablo como ángel caído simbolizaba la Caída de Adán de la gracia de Dios y Satanás representaba un poder dentro del hombre.
Thomas Hobbes (1588-1679) utilizó al diablo como metáfora. El diablo, Satanás y figuras similares mencionadas a lo largo de la Biblia, se refieren en su obra Leviatán a cargos o cualidades pero no a seres individuales.
Sin embargo, estas opiniones seguían siendo muy minoritarias en esta época. Daniel Defoe en su Historia política del diablo (1726) describe tales puntos de vista como una forma de "ateísmo práctico". Defoe escribió "aquellos que creen que hay un Dios, [...] reconocen la deuda de homenaje que la humanidad debe [...] a la naturaleza, y creer en la existencia del Diablo es una deuda similar con la razón".

### En la Era Moderna

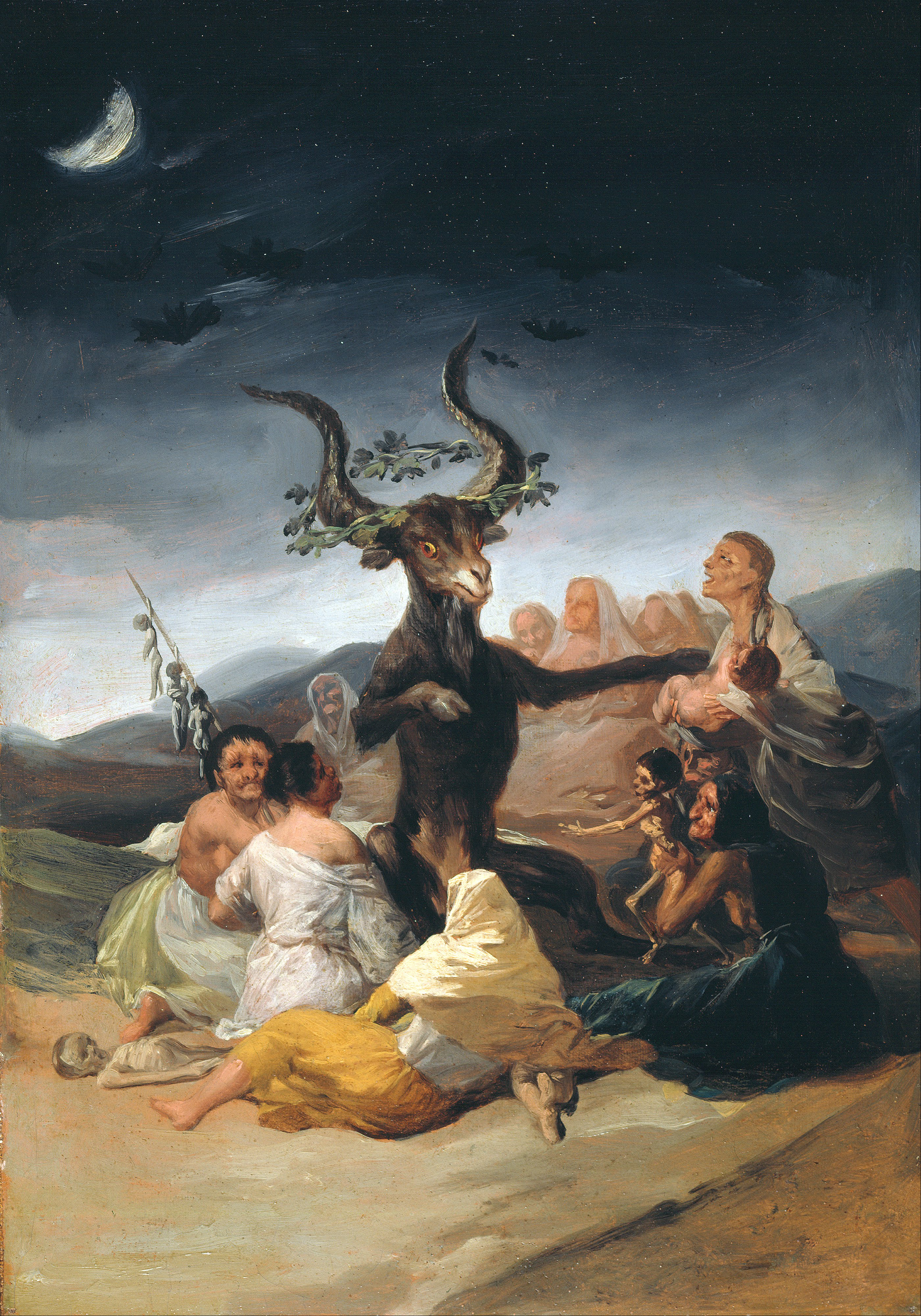
El aquelarre (1798) de Francisco Goya, representando al diablo en forma de cabra con guirnalda.

Con la creciente influencia del positivismo, el cientificismo y el nihilismo en la era moderna, tanto el concepto de Dios como el del diablo han perdido relevancia para muchos. Sin embargo, Gallup ha informado de que "con independencia de las creencias políticas, la inclinación religiosa, la educación o la región, la mayoría de los estadounidenses creen que el diablo existe".
Muchos teólogos cristianos han interpretado el diablo dentro de su contexto cultural original como un símbolo de fuerzas psicológicas. Muchos abandonaron el concepto del diablo por considerarlo un supuesto innecesario: el diablo no aporta mucho a la solución del problema del mal ya que, tanto si los ángeles pecaron antes que los hombres como si no, la cuestión sigue siendo cómo entró el mal en el mundo en primer lugar.
Rudolf Bultmann enseñó que los cristianos deben rechazar la creencia en un diablo literal como parte de la formulación de una fe auténtica en el mundo actual.
En contraste, las obras de escritores como Jeffrey Burton Russell mantienen la creencia en un ser caído personal literal de algún tipo. Russell sostiene que los teólogos que rechazan un diablo literal (como Bultmann) pasan por alto el hecho de que el diablo es parte integrante del Nuevo Testamento desde sus orígenes.
El teólogo cristiano Karl Barth describe al diablo no como una persona ni como una fuerza meramente psicológica, sino como la naturaleza que se opone al bien. Incluye al diablo en su triple cosmología: Dios, la creación de Dios y la nada. La nada no es ausencia de existencia, sino un plano de existencia en el que Dios retira su poder creador. Se representa como el caos que se opone al ser real, distorsionando la estructura del cosmos y ganando influencia sobre la humanidad. A diferencia del dualismo, Barth sostenía que la oposición a la realidad conlleva la realidad, de modo que la existencia del diablo depende de la existencia de Dios y no es un principio independiente.

### Visiones contemporáneas

#### Iglesia católica
Aunque la Iglesia católica no ha prestado mucha atención al diablo en la época moderna, algunas enseñanzas católicas contemporáneas han empezado a volver a hacer hincapié en el diablo.
El papa Pablo VI expresó su preocupación por la influencia del demonio en 1972, afirmando que: "El humo de Satanás se ha abierto paso en el Templo de Dios a través de alguna grieta". Sin embargo, Juan Pablo II consideraba inevitable la derrota de Satanás.
El papa Francisco trajo un renovado enfoque en el diablo a principios de la década de 2010, afirmando, entre muchos otros pronunciamientos, que "El diablo es inteligente, sabe más teología que todos los teólogos juntos." La periodista Cindy Wooden comentó la omnipresencia del diablo en las enseñanzas del Papa Francisco, señalando que Francisco cree que el diablo es real. Durante una homilía matutina en la capilla de la Domus Sanctae Marthae, en 2013, el pontífice dijo:

El Diablo no es un mito, sino una persona real. Hay que reaccionar ante el Diablo, como hizo Jesús, que respondió con la palabra de Dios. Con el príncipe de este mundo no se puede dialogar. El diálogo es necesario entre nosotros, es necesario para la paz [...] El diálogo nace de la caridad, del amor. Pero con ese príncipe no se puede dialogar; sólo se puede responder con la palabra de Dios que nos defiende.

En 2019, Arturo Sosa, superior general de la Compañía de Jesús, dijo que Satanás es un símbolo, la personificación del mal, pero no una persona ni una "realidad personal"; cuatro meses después, afirmó que el diablo es real, y su poder es una fuerza malévola.

#### Unitarios y cristadelfianos
El cristianismo liberal suele ver al diablo de forma metafórica y figurativa. El diablo se ve como la representación del pecado humano y la tentación, y cualquier sistema humano en oposición a Dios. Los primeros [[Unitaristas]|Unitarios]] y Disidentes como Nathaniel Lardner, Richard Mead, Hugh Farmer, William Ashdowne, John Simpson, y John Epps enseñaban que las curaciones milagrosas de la Biblia eran reales, pero que el diablo era una alegoría, y los demonios sólo el lenguaje médico de la época. Tales puntos de vista son enseñados hoy en día por los Cristadelfianos y la Iglesia de la Bendita Esperanza. Los unitarios y los cristadelfianos que rechazan la Trinidad, la inmortalidad del alma y la divinidad de Cristo, también rechazan la creencia en un mal personificado.

#### Movimientos carismáticos
Los  movimientos carismáticoss consideran al diablo como un personaje personal y real, rechazando la reinterpretación cada vez más metafórica e histórica del diablo en la época moderna por ser antibíblica y contraria a la vida de Jesús. Las personas que se entregan al reino del diablo corren el peligro de convertirse en poseídos por sus demonios.

## Por confesión

### Catolicismo

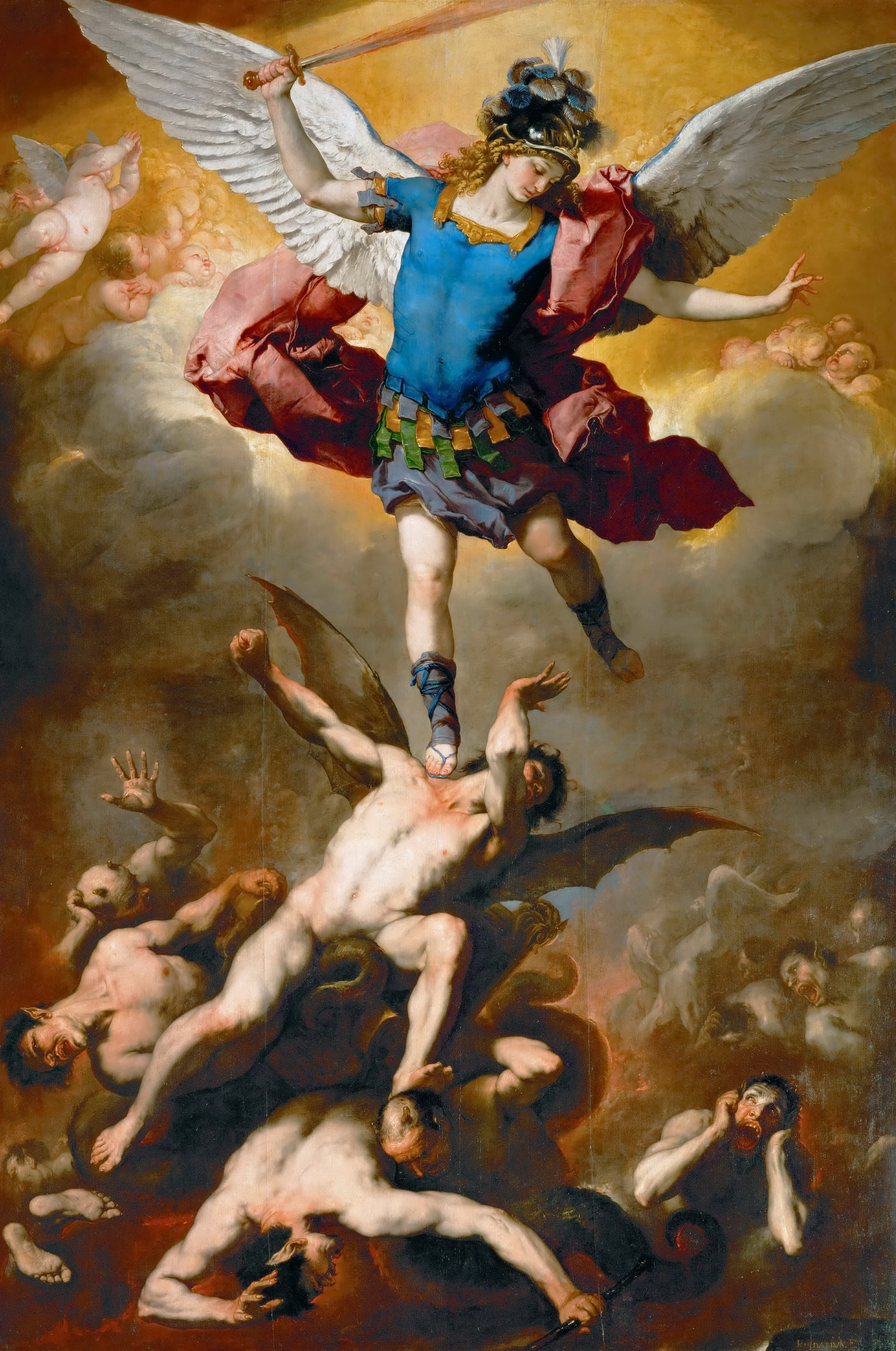
Cuadro de Luca Giordano de Arcángel Miguel y Ángeles caídos, Viena, 1666

El Catecismo de la Iglesia Católica afirma que la Iglesia considera que el Diablo fue creado como un ángel bueno por Dios, y por su libre albedrío y el de sus compañeros ángeles caídos, cayó fuera de la gracia de Dios. Satanás no es un ser infinitamente poderoso. Aunque es un ángel, y por tanto espíritu puro, se le considera no obstante una criatura. Las acciones de Satanás están permitidas por la providencia divina. El catolicismo rechaza la apocatástasis, la reconciliación con Dios sugerida por el padre de la Iglesia Orígenes.
En la tradición de la Iglesia católica existen varias oraciones y prácticas contra el Diablo. El Padre Nuestro incluye una petición para ser librados "del maligno", pero también existen otras oraciones específicas.
La oración a san Miguel arcángel pide específicamente que los católicos sean defendidos "contra la maldad y las asechanzas del Diablo." Dado que algunos de los mensajes de Nuestra Señora de Fátima han sido vinculados por la Santa Sede al "fin de los tiempos", algunos autores católicos han concluido que el ángel al que se refieren los mensajes de Fátima es el Arcángel Miguel, que derrota al Diablo en la Guerra en el cielo. Timothy Tindal-Robertson toma la posición de que la Consagración de Rusia fue un paso en la eventual derrota de Satanás por el Arcángel Miguel.
El proceso de exorcismo se utiliza dentro de la Iglesia Católica contra el Diablo y la posesión demoníaca. Según el Catecismo de la Iglesia católica, "Jesús realizó exorcismos y de él la Iglesia ha recibido el poder y el oficio de exorcizar".  Gabriele Amorth, que fue hasta su muerte en 2016 el  exorcista principal de la Diócesis de Roma, advirtió contra ignorar a Satanás, diciendo: Quien niega a Satanás niega también el pecado y ya no entiende las acciones de Cristo..
La Iglesia católica considera que la batalla contra el Diablo continúa. Durante una visita el 24 de mayo de 1987 al  Santuario de San Miguel Arcángel, el papa Juan Pablo II dijo:

La batalla contra el Diablo, que es la principal tarea del arcángel San Miguel, se sigue librando hoy en día, porque el Diablo sigue vivo y activo en el mundo. El mal que hoy nos rodea, los desórdenes que asolan nuestra sociedad, la incoherencia y el quebrantamiento del hombre, no son sólo el resultado del pecado original, sino también de la acción omnipresente y oscura de Satanás.

### Visiones ortodoxas orientales

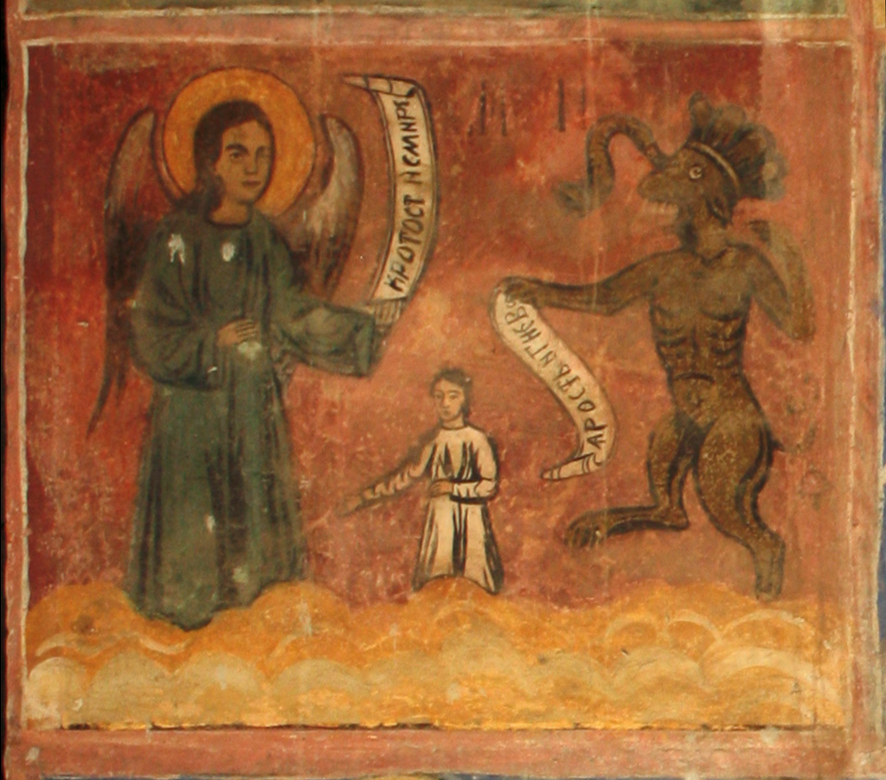
Un ángel con las virtudes de temperancia y humildad y el Diablo con los pecados de rabia e ira. Un fresco del siglo XVIII en la iglesia de San Nicolás en Cukovets, Provincia de Pernik, Bulgaria

En la Iglesia ortodoxa, el diablo es parte integrante de la cosmología cristiana. La existencia del diablo se toma en serio y no se cuestiona. Según la tradición cristiana ortodoxa oriental, hay tres enemigos de la humanidad: La muerte, el pecado y Satanás. A diferencia del cristianismo occidental, el pecado no se considera una elección deliberada, sino una debilidad universal e ineludible. El pecado es apartarse de Dios y volverse hacia uno mismo, una forma de egoísmo y desagradecimiento que aleja de Dios hacia la muerte y la nada. Lucifer inventó el pecado, que da lugar a la muerte, y lo introdujo primero en los ángeles, creados antes que el mundo material, y luego en la humanidad. Lucifer, considerado un antiguo arcángel radiante, perdió su luz tras su caída y se convirtió en el oscuro Satán (el enemigo).
La ortodoxia oriental sostiene que Dios no creó la muerte, sino que ésta fue forjada por el diablo al desviarse del camino recto (el amor a Dios y la gratitud). En cierto sentido, era un lugar donde Dios no estaba, pues no podía morir, pero era una prisión ineludible para toda la humanidad hasta Cristo. Antes de la resurrección de Cristo, podría decirse que la humanidad tenía una razón para temer al diablo, ya que era una criatura que podía separar a la humanidad de Dios y fuente de vida - ya que Dios no podía entrar en el infierno, y la humanidad no podía escapar de él.
Una vez en el Hades, los ortodoxos sostienen que Cristo -siendo bueno y justo- concedió la vida y la resurrección a todos los que quisieron seguirle. Como resultado, el diablo ha sido derrocado y ya no puede retener a la humanidad. Con la prisión despojada, el diablo sólo tiene poder sobre aquellos que libremente lo eligen y pecan.